# Szingapúr-Changi repülőtér
A Szingapúr-Changi repülőtér (IATA: SIN, ICAO: WSSS) (angolul: Singapore Changi /ˈtʃʌŋɪː/ Airport; maláj nyelven: Lapangan Terbang Changi Singapura; egyszerűsített kínai írásmóddal: 新加坡樟宜机场, pinjin: Xīnjiāpō Zhāngyí Jīchǎng; tamilul: சிங்கப்பூர் சாங்கி விமானநிலையம்) vagy röviden Changi repülőtér Ázsia – különösen a délkelet-ázsiai körzet – fontos légiközlekedési csomópontja, Szingapúr legfontosabb repülőtere. A repülőtér Szingapúr Changi városrészében, a város üzleti központjától mintegy 17 km-re fekszik, területe 13 km².
A repülőtér üzemeltetője a Civil Aviation Authority of Singapore (CAAS – Szingapúri Polgári Légiközlekedési Hatóság), a repülőtér a Singapore Airlines, a Singapore Airlines Cargo, a SilkAir, a Tiger Airways, a Jetstar Asia Airways, a Valuair és a Jett8 Airlines Cargo bázisrepülőtere. A Garuda Indonesia csomóponti repülőtere és a Qantas másodlagos csomóponti repülőtere, mely az Ausztrália és Európa közötti „kenguru útvonalon” Szingapúrban szakítja meg útját. A Quantas légitársaság – a Changi repülőtéren kezelt évi több mint kétmillió utasával – egyben a legnagyobb külföldi légitársaság. 2008 áprilisában már 80 légitársaság mintegy heti 4340 járata repült a világ 59 országának 116 városába. A repülőtér, a város gazdaságának fontos szereplőjeként 13 000 embernek adott munkahelyet, és mintegy 4,5 milliárd szingapúri dollár árbevételt ért el.
A repülőtéren 2007-ben az addigi rekordot jelentő, 36 701 556 utas fordult meg, ami 4,8%-os növekedést jelent a 2006-os pénzügyi évhez képest. Ezzel az utasforgalmat tekintve 2007-ben a világ 19., Ázsia ötödik legforgalmasabb repülőtere volt. Amellett, hogy a repülőtér fontos utasforgalmi csomópont, áruforgalom szempontjából egyben a világ egyik legfontosabb repülőtere, melynek forgalma 2007-ben 1,89 millió tonna áru volt. A 2003-ban bevezetett ösztönző rendszerek, például az Air Hub Development Fund, hatékonyan vonzották a repülőtérre a légitársaságokat. A 2006-os 210 millió szingapúri dolláros ösztönző alap lejárta után 2007-ben egy új, 300 millió dolláros ösztönző csomagot hoznak létre a Changi repülőtér központi státuszának megerősítésére. Az új, 1,75 milliárd szingapúri dollárba kerülő 3-as terminált 2008. január 8-án nyitották meg, ezután kezdenek hozzá az 1-es terminál felújításához a már felújított 2-es terminálhoz hasonlóan, melynek költségvetése 240 millió dollár volt. A Changi repülőtér mind a tehetősebb „prémium utasoknak”, mind a jegyárakra érzékeny utasoknak igyekszik kedvében járni: 2006-ban nyitotta meg az üzletileg fontos utasok számára a JetQuay terminált, az olcsó utazásokat kedvelőknek pedig a 45 millió szingapúri dollárért felépített Budget Terminalt.
A repülőtér – 1981-es megnyitása óta – a világ légi közlekedésében a szolgáltatások színvonalát meghatározó repülőtérré vált, az 1987-től 2007-ig tartó 20 éves időszakban több mint 280 díjat kapott, csak a „Legjobb repülőtér” címből 19-et szerzett meg 2007-ben. A Changi repülőtér folyamatosan törekszik létesítményeinek újszerű állapotban tartására, termináljainak rendszeresen felújítására, új létesítmények létrehozására és az utazóközönség magas szintű kiszolgálására.

## Története

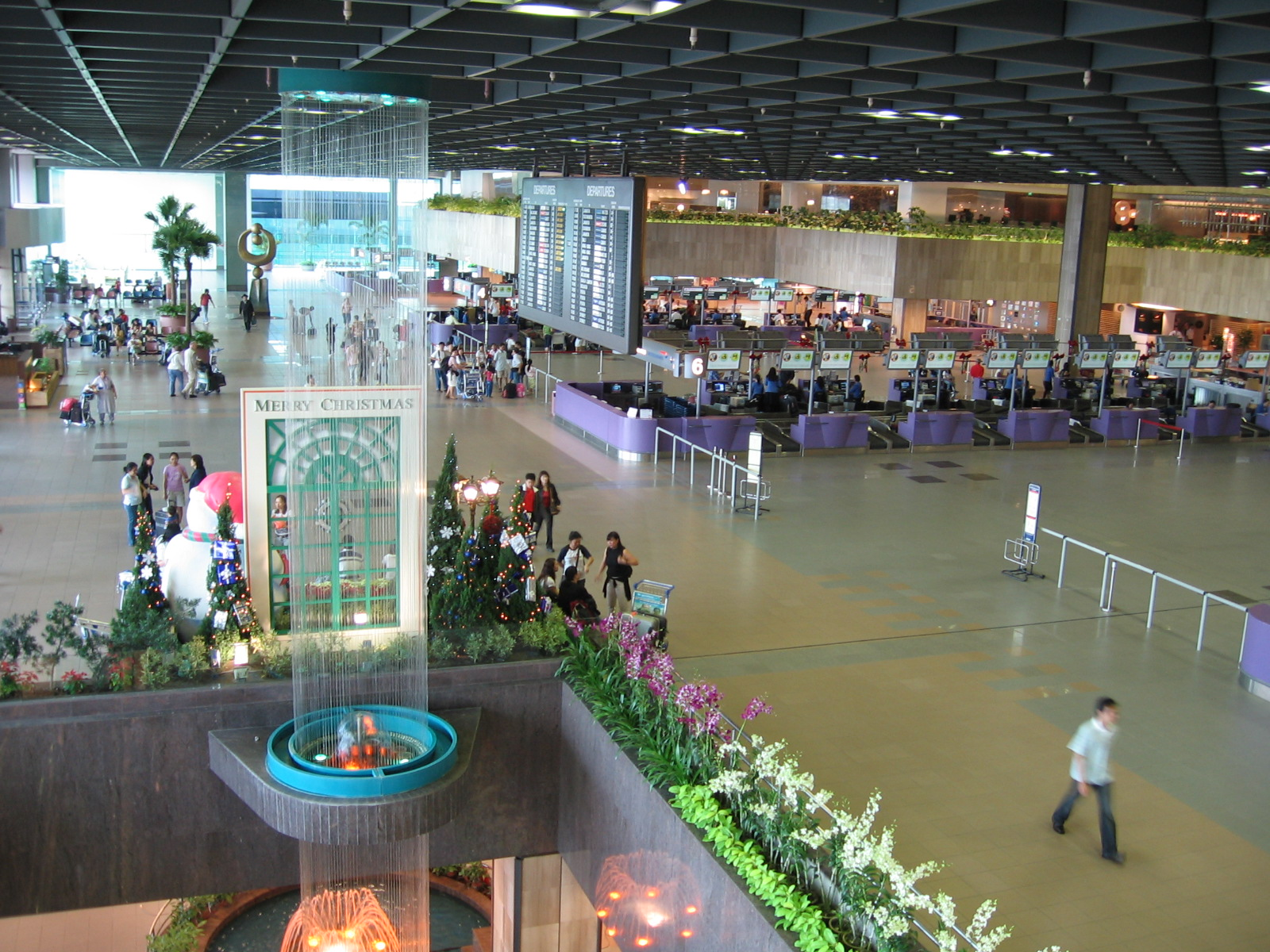
Az 1-es terminál indulási csarnoka

A légi közlekedés világméretű növekedése Szingapúrban is éreztette hatását. A Paya Lebarban működő Szingapúr nemzetközi repülőtér, – mely a Selatar Airport (az ország legnagyobb repülőtere volt 1930-1937 között, magánrepülőgépek ma is használják) és a Kallang Airport (1937-1955) után az ország harmadik polgári repülőtere volt, – túlzsúfolttá vált. A repülőteret 1955-ben adták át egyetlen futópályával és egy kisméretű utasforgalmi épülettel, ezért már az 1970-es évek elején képtelen volt megbirkózni a forgalom növekedésével. A helyzet válságosra fordult, amikor a korábbi 300 000-es évi utasszám 1970-re 1 700 000-re, 1975-re 4 000 000-ra nőtt.
A kormány előtt két lehetőség állt: a Paya Lebarban már meglévő repülőtér bővítése, vagy egy teljesen új repülőtér felépítése egy új helyszínen. Széles körű vizsgálatokat követően 1972-ben az a döntés született, hogy egy brit légügyi szakértő tanácsainak megfelelően megtartják a Paya Lebarban működő repülőteret. Tervek készültek egy második kifutó építésére valamint a meglévő terminálépület átfogó fejlesztésére és bővítésére. Egy évvel később azonban, az 1973-as olajválság következményeképpen a terveket felülvizsgálták.
Aggodalomra adott okot, hogy a meglévő repülőtér városias területen feküdt, melynek várható fejlődése végül is minden oldalon a repülőtér körülépítéséhez vezethetett, mely korlátozta volna a további fejlesztéseket. Emiatt a kormány 1975-ben úgy döntött, hogy új repülőtér építésébe fognak a sziget keleti végén fekvő Changiban a korábbi RAF Changi katonai repülőtér helyén lévő, a függetlenség után alakult Changi Air Base-en. Ezen a helyen az új repülőtér bővítése egyszerűen megoldható volt a tenger feltöltésével. Emellett a repülőgépek a tenger felé szállhatnak fel, illetve a tenger felől közelíthetik meg a repülőteret, csökkentve ez által a zajterhelést, mely a Paya Lebarhoz hasonló lakónegyedek esetében vitákhoz vezethetett volna, továbbá egy esetleges légi baleset esetén megelőzhetővé válnak a tragikus következmények. A Paya Lebarban működő repülőteret a későbbiekben katonai repülőtérré alakították át, neve Paya Lebar Airbase lett.

### Építése
A repülőtér fejlesztése Szingapúr történetének egyik legnagyobb építési beruházása volt. A szárazföld- és tengerfeltöltési munkálatok 1975 júniusában kezdődtek a PSA elnökének Howe Yoon Chongnak az irányításával, miközben a Paya Lebarban működő repülőtéren még folytak a bővítési munkák. A feltöltési munkák során 52 millió m³ földet használtak fel. Mintegy 2 km²-nyi mocsaras területet tisztítottak meg és töltöttek fel a közeli hegyekből hordott földdel, miközben további 40 millió m³ homokot kotortak ki a tengerfenékről a parti szakasz feltöltésére. A kivitelező a japán PentaOcean Construction (五洋建設) volt, mely Szingapúr területén további számos feltöltési projektben vett közvetlenül részt. Mesterséges vízelvezető csatornákat építettek három folyó, a Sungei Tanah Merah Besar, a Sungei Ayer Gemuroh és a Sungei Mata Ikan vízének elvezetésére. Összességében 8,7 km² területet töltöttek fel, ezzel a repülőtér teljes területe 13 km²-re nőtt, melyből mocsaras feltöltött terület 2 km², a tengertől visszavett terület 6,7 km². Az építkezés során 558 épületet bontottak le, mintegy 4100 sírhelyet exhumáltak, megszüntettek egy 38,1 cm-es ágyúállást, és elterelték a három folyót a korábbi Royal Air Force kifutópályájának nyugati oldalára, ezen a helyen építették meg később az új, 4000 m-es kifutót. 1977 májusára mindezekkel a munkákkal végeztek. 1977 és 1979 között az 1-es terminál és más épületetek alapjának cölöpjeit verték le. Az 1-es terminál alapkövét 1979 augusztusában helyezték el. A 78 m magas irányítótornyot szintén a tengerből feltöltött területre építették, különleges építészeti megoldása a tornyot a repülőtér jelképévé tette. Az irányítótorony eredeti neve „Airtropolis” volt, de ezt e nevet alig használták. A belső tartóoszlopok nélkül megépített hangárban, melynek területe csaknem akkora, mint Szingapúr belvárosában a Padang rét, három Boeing 747-es fér el. Tetőszerkezetét Batamban szerelték össze, és négy részben, uszályokon szállították Szingapúrba.
A parton külön kikötő épült a Szingapúr Western Islands szigeteiről hajóval szállított üzemanyag fogadására. Az üzemanyagot egy több mint másfél kilométeres csővezetéken szivattyúzzák a repülőtér északkeleti szélén fekvő üzemanyag-állomásra, melyet hat olajvállalat üzemeltet. Innen vezetnek a föld alatt az üzemanyag-hálózat csövei a repülőgépállásokhoz.
Az építkezés 1,3 milliárd szingapúri dolláros első fázisának megkoronázása a Singapore Airlines 101-es, Kuala Lumpurból érkező járatának 1981. július 1-jei leszállása volt reggel 7 órakor, fedélzetén 140 utassal. Az ünnepélyes megnyitóra öt hónappal később, 1981. december 29-én került sor Howe Yoon Chong jelenlétében, ekkor a repülőteret már 34 légitársaság vette igénybe, heti 1200 menetrend szerinti járatuk a világ 43 országának 67 városával kötötte össze Szingapúrt. Működésének első évében 8,1 millió utas fordult meg a repülőtéren, 193 000 tonna árut szállítottak, a repülőgépmozgások száma 63 100 volt.
1981-es átadása ellenére a repülőtér egyes részeit nem fejezték be teljes mértékben. A hatalmas hangár csak 1982-re készült el, és az első kifutópálya valamennyi létesítményét is csak 1983-ra készítették el. Ekkoriban döntött a ma már nem létező kormányhivatal, a Public Works Department (Közműhivatal) a második kifutópálya építéséről az 1. Termináltól keletre fekvő feltöltött területen. A repülőtér építésének második üteme a következő néhány év során fokozatosan indult be, elkészült a második kifutó valamint tovább létesítmények. 1985-ben az 1-es termináltól délre elkezdődtek a 2-es terminál építési munkái, melyeket 1989-re fejeztek be és a terminált 1990-ben nyitották meg. A terminált a hivatalos megnyitóünnepségen, 1991. június 1-jén Szingapúr miniszterelnöke, Goh Chok Tong adta át az utasforgalom számára. A második terminál megnyitása jóval megelőzte az utasszám által támasztott igényeket.

### Bővítés

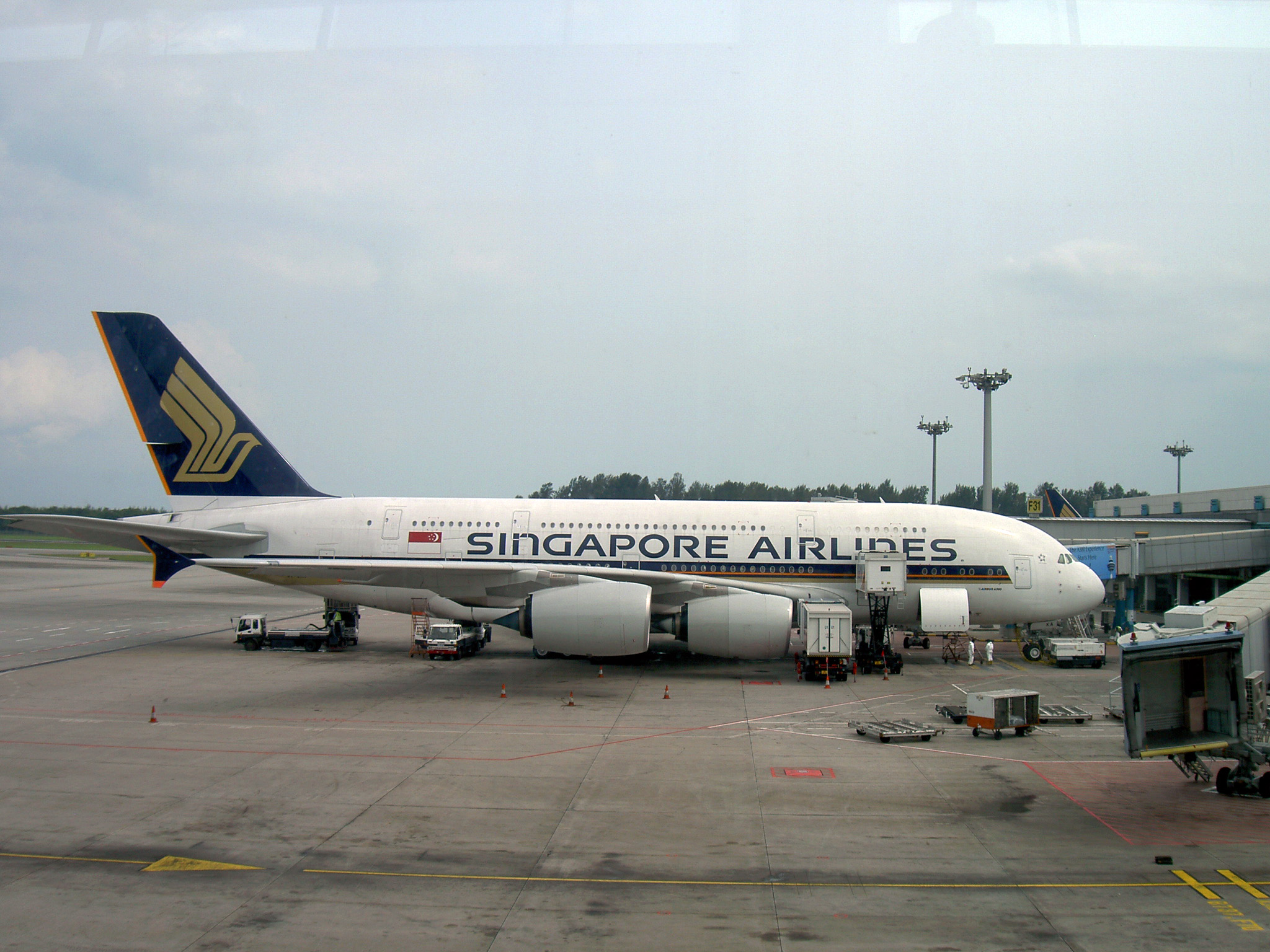
Az első forgalomba helyezett A380-as, a Singapore Airlines 9V-SKA lajstromjelű gépe a 2-es terminálnál

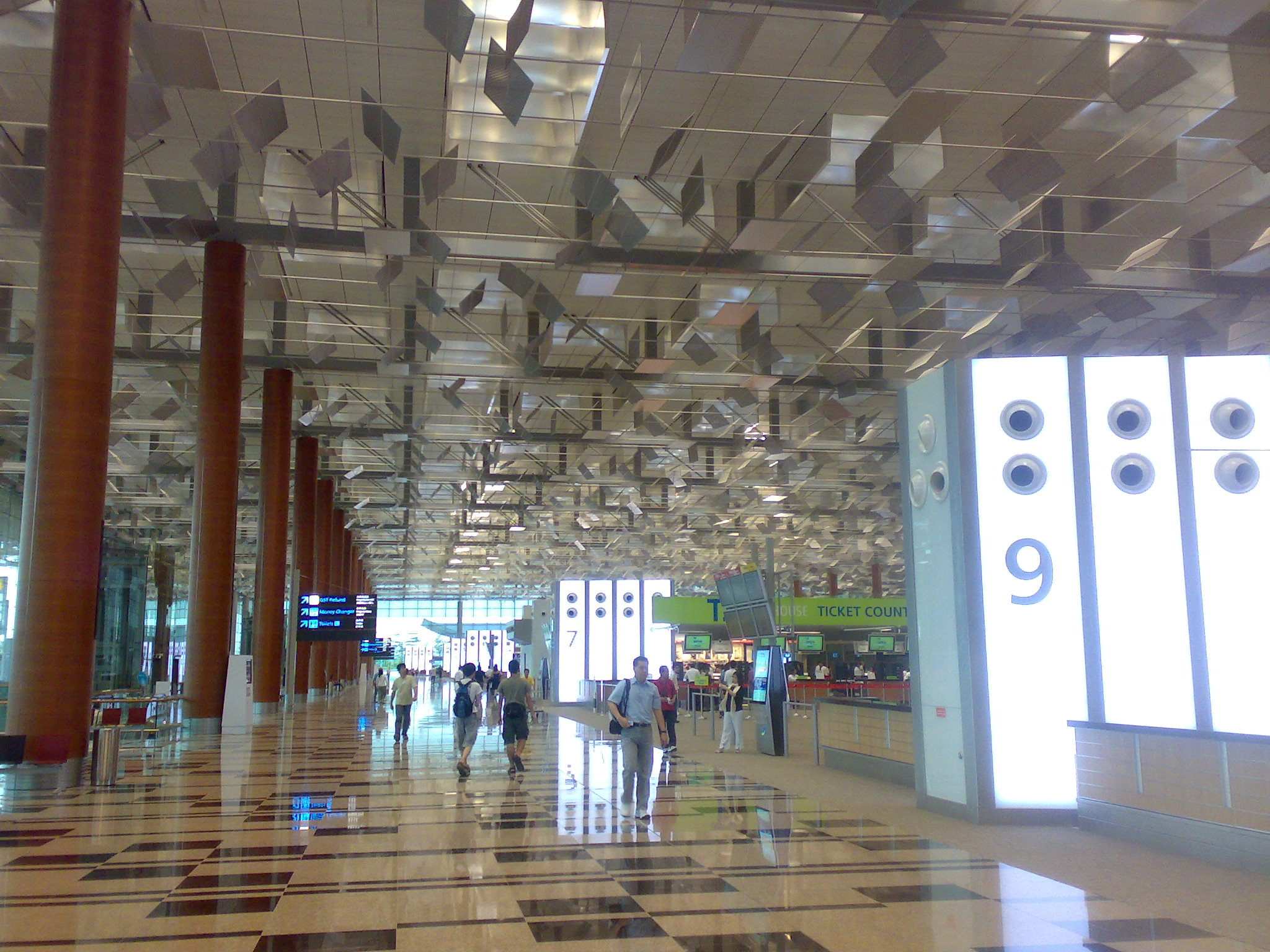
A 3-as terminál indulási csarnoka

A repülőtér, fejlesztési vezérelve szerint mindig évekre előre, az igényeket megelőzve építi létesítményeit, így elkerüli a más repülőterekre olykor jellemző zsúfoltságot és folyamatosan fenntartja a magas színvonalú kiszolgálást. Míg az eredeti tervekben csak két terminál felépítése szerepelt, már akkor gondoltak a hosszú távú bővítésekre, kijelölték egy harmadik terminál helyét, melynek épületelrendezése a 2-es terminál tükörképe volt.
A 3-as terminál építése 1999-ben kezdődött, becsült költsége körülbelül 1,75 milliárd szingapúri dollár volt. Az eredeti tervek szerint az átadás 2006-ban lett volna, de ezt a határidőt két évvel kitolták, mivel a globális terrorizmus veszélye miatti aggodalmak következtében a forgalom nem a várt mértékben növekedett.
A terminál bokrétaünnepségét 2006. május 30-án tartották, majd 2007. november 12-étől december 9-éig a repülőtér nyílt napokkal várta a látogatókat. November 12-étől 2008. január 3-áig próbajáratokkal tesztelték a poggyászkiszolgáló rendszer és a földi kiszolgáló rendszerek működését. A terminál 2008. január 8-án kezdte meg működését, első járata a Singapore Airlines Hongkongot is érintő, San Franciscóból helyi idő szerint 11:56-kor érkező SQ1 járata volt, első induló járata az SQ318 volt 13:15-kor. A terminál évi 22 millió utassal növelte a repülőtér kapacitását, így a repülőtér akár évi 70 millió utas kiszolgálására is alkalmassá vált. A terminál átadásával együtt nyílt meg a 3-as terminállal szomszédos, teljes kiszolgálást nyújtó, kilencemeletes Crowne Plaza Hotel.
A légiközlekedés változó igényei az eredeti tervek felülvizsgálatához vezettek, ennek eredményeképpen született az a döntés, hogy mind a tehetős, mind a diszkont utasok kiszolgálására alkalmassá kell tenni a repülőteret. Bár a Changi repülőtér Ázsiában úttörő szerepet játszott egy diszkont terminál koncepciójának kialakításában és megépítésében, a Budget Terminal 2006. március 26-ai megnyitását néhány nappal megelőzte a Kuala Lumpurban átadott hasonló létesítmény. A terminál hivatalos átadása 2006. október 31-én volt. Egy, kifejezetten a prémium utazók számára kialakított, önálló CIP (Commercially Important Person – üzletileg fontos személy) terminál, a JetQuay 2006. augusztus 15-én kezdte meg működését, hivatalos megnyitója 2006. szeptember 29-én volt. Ez Ázsia első luxus terminálja.
Miközben folyik az új terminálok építése, a repülőtér folyamatosan felújítja és bővíti meglévő utastermináljait. Az 1-es terminál 1995-ben esett át első nagyfelújításán, melynek költségei 170 millió szingapúri dollárra rúgtak, a rákövetkező évben indult meg a terminál bővítése, melynek során további 14 utashidat építettek 420 millió dollárért, a bővítést 1999-re fejezték be. Hasonlóképpen, a 2-es terminált 1990-es átadását követően csaknem azonnal elkezdték bővíteni; a bővítés során két utasmólót adtak hozzá a kapcsolódó utashidakkal együtt,, ennek költsége 330 millió dollár volt, befejezése 1996-ban történt meg. 2002-ben elkezdték az új Changi Airport Skytrain építését, valamint a 2-es terminál átépítését. 2006. szeptember 13-án a repülőtér befejezte a 2-es terminál átfogó, 240 millió szingapúri dollárba kerülő felújítását, mely kiterjedt az épület üveghomlokzatára, a belsőépítészeti megoldásokra és a terminál alaprajzi elrendezésének módosítására is.
Az Airbus A380 küszöbön álló érkezése miatt a repülőtér megvalósította az 1990-es évek vége óta már létező, 60 millió szingapúri dolláros bővítési terveit is. Ezek közé tartozott 19 további kapu építése, melyek képesek a nagyméretű repülőgép fogadására, ezek közül a kapuk közül nyolc a 3-as terminálhoz tartozik. Bővítették a csomagkiadó szalagokat, a kifutópályákat, a gurulóutakat, további két-két állóhelyet alakítottak ki teherszállító repülőgépek és utasszállító gépek számára.
A terminálokhoz vezető Airport Boulevardot keresztező, gurulóútként üzemelő két hidat védőfalakkal látták el, mely a közutat védi a sugárhajtóművektől. 2005. november 11-én, első Európán kívüli repülőtérként megkapta az A380-as repülőgépek fogadására az engedélyt, emellett a világ első olyan repülőtere, melynek tripla utashídja megfelelt a próbákon.
2007 szeptemberében átfogó felújítási munkák kezdődtek az 1-es terminálon, hasonlóak a 2-es terminálon befejezettekhez. Végrehajtják a kifutópályák és a gurulóutak felújítását is. A repülőtér tovább folytatja a biztonsági rendszerek fejlesztését. A közlekedési miniszter, Lim Siang Keat Raymond szerint a repülőtér szoftverét is fejleszteni szükséges. 2006-ban átadtak egy rövid kifutót a Changi Airbase (East) számára, mely egy ideiglenes lépés az utasforgalom számára történő bővítés előtt.
2008. március 6-án, Lim Hwee Hua szállításügyi miniszter arról tájékoztatta a parlamentet, hogy a repülőtér 4-es terminállal történő bővítése eldöntött kérdés. Részletek még nem kerültek nyilvánosságra, de egyes találgatások szerint az új terminál a repülőtér harmadik kifutója közelében fog elhelyezkedni, melyet jelenleg a szingapúri légierő használ. Lim Hwee Hua azt is hozzátette, hogy a Budget Terminalt, mely 2006. márciusi megnyitása óta 2,9 millió utast fogadott, 10 millió szingapúri dolláros költséggel bővítik. A bővítés során 7 új jegykezelő pultot és 3 további beszállókaput hoznak létre előkészülve 9 további légitársaság fogadására 2008-ban. A diszkont terminál jelenleg a régió 20 városával köti össze Szingapúrt (2006-ban még csak 12 várossal), a terminált két diszkont légitársaság használja, utasforgalma Changi teljes forgalmának 10%-át teszi ki.
|                                     | 1981          | 1990          | 2005/2006                |
| ----------------------------------- | ------------- | ------------- | ------------------------ |
| Utasok száma                        | 8,1 millió    | 15,6 millió   | 32,4 millió (2005)       |
| Áruforgalom                         | 193 000 tonna | 623 800 tonna | 1,83 millió tonna (2005) |
| Elérhető országok                   | 43            | 53            | 57 (2006. június)        |
| Elérhető városok                    | 67            | 111           | >180 (2006. június)      |
| Légitársaságok (menetrend szerinti) | 34            | 52            | 82 (2006. június)        |
| Heti járatszám                      | Kb. 1200      | Kb. 2000      | >4100 (2006. június)     |

### Balesetek, légi események

#### Szingapúrból felszálló repülőgépek
- 1988. július 12-én az Amerikai Egyesült Államok Haditengerészete tengerészetének Rockwell CT-39E Sabreliner típusú repülőgépe felszállás közben a Fülöp-szigetek Subic Bay International Airportra tartva a Dél-kínai-tengerbe zuhant. Személyzetét egy vietnámi halászhajó mentette ki.[22]
- 2000. október 31-én a Singapore Airlines 006-os járata, egy Boeing 747-400 típusú repülőgép, mely Tajvan érintésével Los Angelesbe tartott, a tajvani Csang Kaj-sek nemzetközi repülőtéren felszállás közben eltévesztette a felszállópályát és a pályán álló munkagépekbe ütközött. A balesetnek a fedélzeten tartózkodó 179 személy közül 83 esett áldozatul.[23]

#### Szingapúrba érkező repülőgépek
- 1991. március 25-én a Singapore Airlines 117-es számú járatát, egy Airbus A310-est, mely Kuala Lumpurból Szingapúrba tartott négy útközben hatalmába kerítette. A repülőgép-eltérítők üzemanyaggal akarták feltöltetni a repülőgépet, hogy Ausztráliába repülhessenek. Amikor a repülőgép Szingapúrban leszállt a helyi kommandósok megrohamozták a repülőgépet, és a négy pakisztáni állampolgárságú repülőgép-eltérítőt megölték. Az utasok közül senki nem sérült meg.[22]
- 1997. december 19-én a SilkAir Boeing 737-36N típusú 185-ös járata, mely a jakartai Soekarno–Hatta nemzetközi repülőtérről szállt fel, gyors süllyedésbe kezdett, repülés közben darabokra hullott és az indonéziai Musi-folyó deltatorkolatába zuhant. Az Egyesült Államok Közlekedésbiztonsági Hivatalának (NTSB) álláspontja szerint lehetséges, hogy a kapitány öngyilkosságot akart elkövetni, ezért mindkét repülési adatrögzítőt (fekete dobozt) kikapcsolta és a Boeing 737-est hirtelen zuhanásba vitte, valószínűleg akkor, amikor az első tiszt elhagyta a pilótafülkét.[22]
- 2007. október 11-én egy palesztin férfi, Osama R. M. Shublaq, kiesett a Singapore Airlines Kuala Lumpurból érkező 119-es járatának futómű-szekrényéből, melyben korábban elrejtőzött. A férfit a Changi repülőtér rendőrsége letartóztatta, és egy héttel később visszatoloncolták Malajziába. Az esemény kételyeket ébresztett a Kuala Lumpur nemzetközi repülőtér (KLIA) biztonsági eljárásaival kapcsolatosan, továbbá a férfi származása és kapcsolatai felélesztették a terrorizmus miatti aggodalmat is.[24][25]

## Infrastruktúra
A rendelkezésre álló korlátozott földterület miatt a Szingapúr-Changi nemzetközi repülőtér tervezésekor azt tartották szem előtt, hogy az ország első számú repülőtere maradhasson az előre látható jövőben; az utasforgalom növekedése ne vonja magával a repülőtér áthelyezésének vagy másik repülőtér építésének szükségességét. A hosszú távú elképzelések megvalósítására a repülőtér melletti, tengerből feltöltött terület szolgál. Ennek a területnek a mérete csaknem akkora, mint a jelenlegi repülőtéré, elegendő hely van rajta két további kifutó és legalább két utasforgalmi épület számára.
A jelenlegi repülőtérre vonatkozó eredeti tervekben két kifutó és két terminálépület építése szerepelt, előkészítve két további terminálépület felépítését a közeli jövőben. Az építkezést két fázisban végezték, az első fázisban az első kifutót, az 1-es terminált, 45 repülőgép számára alkalmas állóhelyet, kiszolgáló létesítményeket, egy nagyméretű karbantartó hangárt, az első tűzoltóállomást, műhelyeket, irodákat, teheráru-központot, a szállítmányozó cégek számára két épületet, a fedélzeti ellátást biztosító konyhákat és egy 78 m-es irányítótornyot építettek meg. Az építkezés második fázisában, melyet közvetlenül az első befejezése után indítottak el, megépítették a második kifutót, 23 repülőgép befogadására alkalmas állóhelyet, egy második tűzoltóállomást és egy harmadik épületet a szállítmányozók számára.

### Irányítótorony
Az irányítótorony a repülőtér fejlesztésének első ütemében épült.
A légi irányítás (ATC) frekvenciái:
- Singapore Delivery – 121,65 MHz
- Singapore Ground – 124,30 MHz, 121,72 MHz
- Singapore Tower – 118,60 MHz, 118,25 MHz
- Singapore Arrival – 119,30 MHz
- Singapore Approach – 120,30 MHz
- Automatikus terminálinformációs szolgáltatás (ATIS) – 128,60 MHz

### Kifutópályák
A Changi repülőtér első két, párhuzamos elhelyezkedésű kifutópályája – jelük: 02L/20R és 02C/20C – egyenként 60 m széles és 4000 m hosszúságú. A 02L/20R kifutót 1981-ben adták át, még a repülőtér építésének első fázisában. A kifutónak ún. „beljebb helyezett küszöbe” van (displaced threshold), melynek hossza 740 m, így a kifutó többi része 3260 m hosszúságú. A 02C/20C kifutó, melynek elnevezése korábban 02R/20L volt, teljes egészében a tengerből feltöltött területen épült a repülőtér építésének második fázisában. A két kifutó közöttii távolság 1,6 km. Mindkét kifutóhoz négy műszeres leszállító rendszer (ILS) tartozik, melyek bármilyen időjárási körülmények közt biztonságos leszállást nyújtanak.
A 02C/20C kifutótól 1,8 km-re keletre egy új párhuzamos kifutót (02R/20L) építettek 2004-ben (akkor még 01/19 volt a jele). Ezt a kifutót jelenleg a Szingapúri Légierő repülőgépei használják. Az új kifutót várhatóan meghosszabbítják, és később a repülőtér bővítési terveiben szereplő harmadik leszállópálya lesz.

### Utasforgalmi terminálok
A Changi repülőtéren jelenleg öt terminál működik. Az 1-es, a 2-es és a 3-as terminál egy közös tranzitcsarnokon keresztül közvetlenül kapcsolódik, a légi utasok szabadon, útlevélkezelés nélkül közlekedhetnek a terminálok között. A terminálok közötti közlekedést mozgójárdák és egy „skytrain” rendszer segíti, bár a nem légi utasok gyalogosan is közlekedhetnek a terminálok között. A 2-es terminál mellett található a JetQuay, mely a VIP utasok számára nyújt saját check-in lehetőséget, innen bármely más terminálról induló repülőgéphez személyesen, elektromos kocsival szállítják az utast.
A Budget Terminal, melyet kifejezetten a diszkont légitársaságok számára építettek, fizikailag is elkülönül a fő terminálépületektől, innen ingyenes buszjáratokkal lehet átjutni a 2-es terminálhoz. Jelenleg az öt terminál együttes területe 1 045 020 m², együttes kapacitása évi 68,7 millió utas. Az utaskapacitás a Budget Terminal bővítési munkálatainak 2009 elején várható befejezésekor 73 millió utas lesz.
A Changi repülőtér öt terminálja minden utastípus utazási igényét kiszolgálja. A Budget Teminal az árérzékeny utasok számára áll rendelkezésre, az 1-es, 2-es, és a 3-as terminálon keresztül utazik a légiutasok döntő többsége, végezetül a JetQuay CIP terminál azokat az utazókat célozza meg, akik utazásuk közben is luxuskörülményeket igényelnek.

#### 1-es terminál

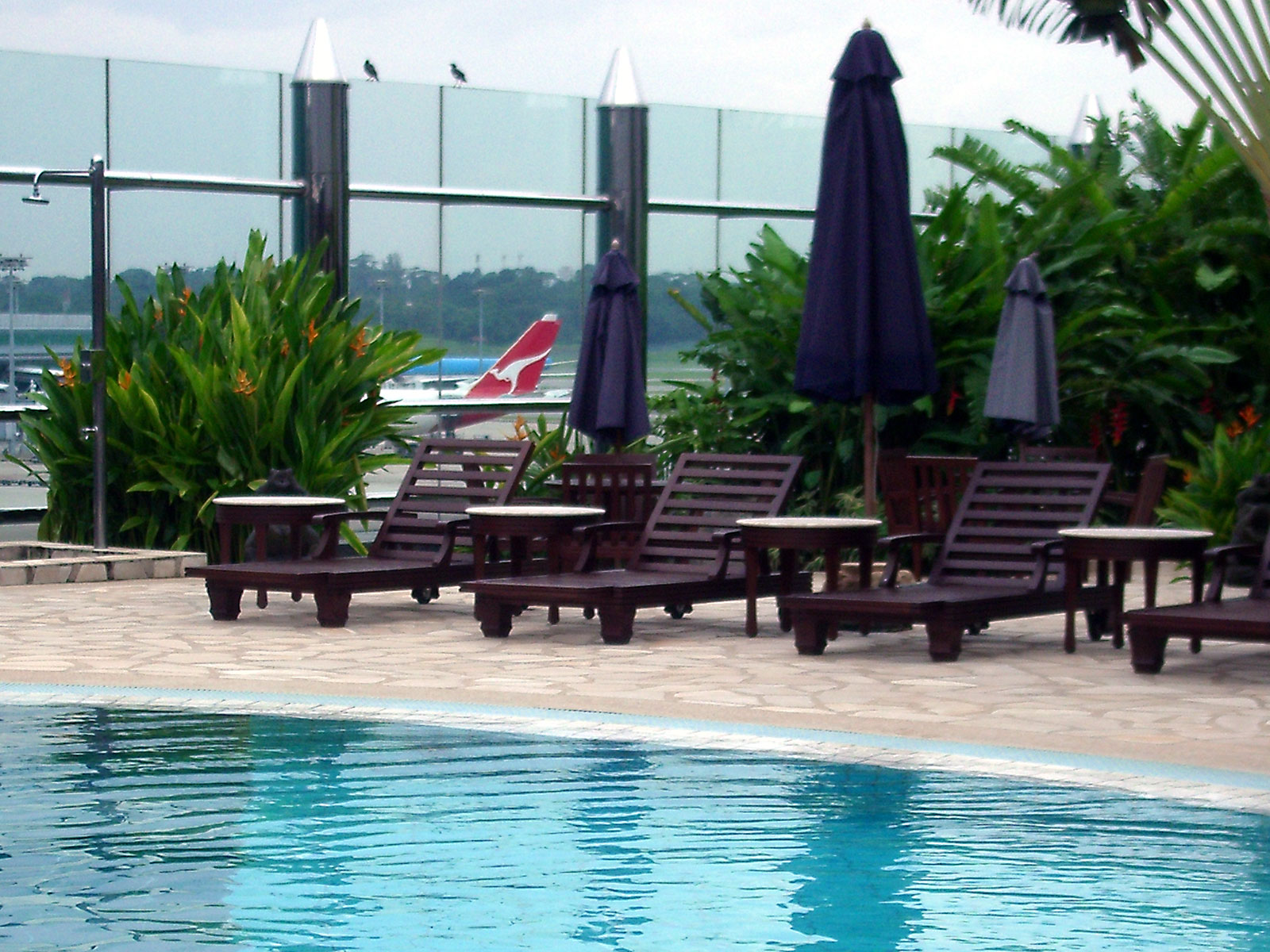
Úszómedence az 1-es terminál tranzitjában

A Szingapúr-Changi repülőtér legrégebbi terminálja 1981. július 1-jei megnyitásától egészen a 2-es terminál átadásáig egyedül szolgálta ki az utazóközönséget.
A terminál H alakú, ezzel a megoldással kívánták maximalizálni az építhető utashidak számát. Fennállása során két nagyobb átalakításon esett át. 1995-ben fejezték be felújítását 170 millió szingapúri dollárért, két további utasmólót és hozzájuk kapcsolódó 14 utashidat építettek 1996–1999 között, ennek a fejlesztésnek az értéke 420 millió szingapúri dollár volt. Napjainkban a terminál területe 280 020 m², maximális kapacitása évi 21 millió utas kiszolgálása.
Elkészültek a tervek a terminál ismételt felújítására; a kivitelezői szerződést a Takenaka Corporation nyerte el. A munkákat 2008 májusa és 2011 között végezték el. 500 millió szingapúri dolláros költségvetésével a terminál eddigi legnagyobb felújítása volt, a felújítás kiterjedt a homlokzatra és a csarnokokra is. A felújítási program a „Tropical City” (trópusi város) témakörre épült. A felújítás befejezése után a terminál színvonalában méltó társa lett a legújabb 3-as terminálnak és a felújított 2-es terminálnak.

#### 2-es terminál
A 2-es terminált az eredeti repülőtér-fejlesztési projekt második fázisában, 1990. november 22-én nyitották meg. Az épület hosszanti elrendezésű, a kifutópályákkal párhuzamosan, közvetlenül az 1-es terminál déli oldalán helyezkedik el. Megnyitásával egyidejűleg adták át a két terminált összekötő Skytraint. Megnyitásakor a Singapore Airlines és a SilkAir összes járata több délkelet-ázsiai légitársaság, például a Malaysian Airlines, a Philippine Airlines és Royal Brunei Airlines járataival együtt átköltözött az új terminálra. Őket több más légitársaság, közöttük a Singapore Airlines szövetségesei követték, elsősorban a Lufthansa, mely a Star Alliance szövetségen belüli partnere. Mielőtt visszatért volna az 1-es terminálra az Air France is ezt a terminált használta. Korábban az Air Canada és az Austrian Airlines is innen indult, bár ez utóbbi 2006 októberében beszüntette szingapúri járatait. Az Etihad Airways a legújabb légitársaság a 2-es terminálon, mely 2007 szeptemberében indította járatait. Az All Nippon Airways 2008. októberében költözött az 1-esről a 2-es terminálra.
A 2-es terminál négy szegmensre oszlik, a kapuszámozás a megfelelő szegmens betűjelét is tartalmazza. A terminál egy mozinak, éttermeknek és számtalan üzletnek ad helyet. A terminál központja a beltéren berendezett kert, de a tetőteraszon külső kert is található. A szőnyegek zöld színűek, a járatinformációk nagyméretű LCD képernyőkön jelennek meg. A kapuhoz biztonsági vizsgálatot követően lehet bejutni.

#### 3-as terminál

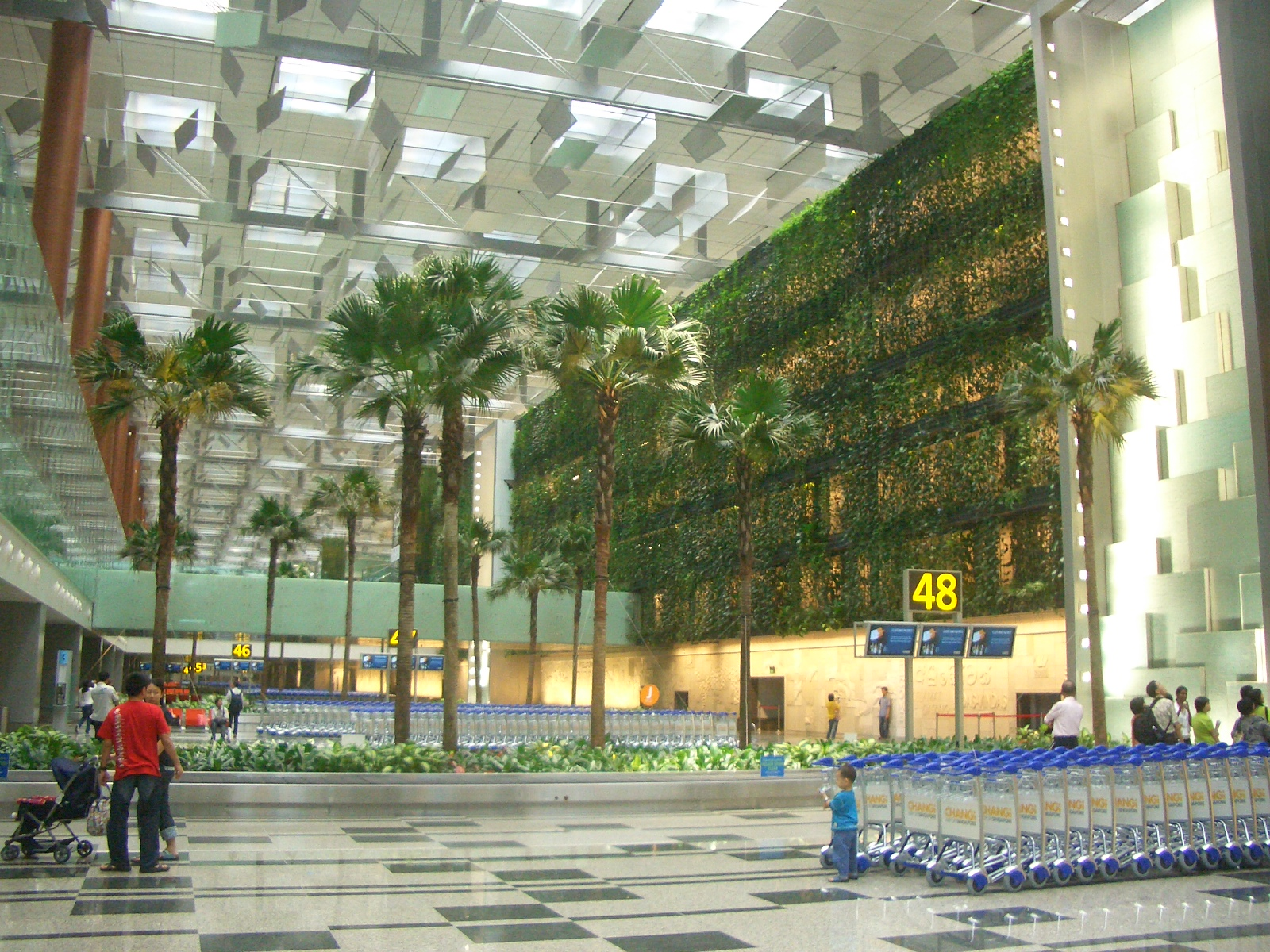
A poggyászkiadó csarnok; a „Zöld Fal” 300 m széles és 25 futónövény-faj díszíti.

A 3-as terminál 2008. január 9-én kezdte meg működését, ezzel a repülőtér évi utaskapacitása 22 millió fővel emelkedett. A terminálhoz 28 utashíd kapcsolódik, melyek közül nyolc az Airbus A380 kiszolgálására is képes. Míg a másik két terminálon az egyes kapukhoz külön várakozó előtér tartozik, a 3-as terminálon több kapuhoz közös várakozó terület áll az utazók rendelkezésére.
A 3-as terminált a CPG Corporation tervezte, a tetőszerkezet tervei a Skidmore, Owings and Merrill, a belsőépítészet tervei pedig a Woodhead Wilson munkája. A 3-as terminál szakít az előző két terminál jórészt utilitarista építészeti megoldásaival. A régió más új repülőtereihez hasonlóan fő szerkezeti elemei üvegből vannak, a terminál belsejében nagyméretű, átlátható terekkel. Ezektől az új repülőterektől eltérően azonban, természetes jellemzőket és meleg tónusokat használ fel, melyek az üveg és acél steril hangulatával szemben jó ellensúlyt biztosítanak. Például az oszlopoknak fa-utánzatú borítása van, a padló többnyire krém- és bézs-színű. A tető kivitelezése olyan, hogy a csarnokokba természetes fény jut a 919 darab tetőablakon keresztül. A trópusi érzet fokozására egy 5 m magas „zöld falat” hoztak létre futónövényekkel és vízeséssel. Időnkénti vízpermetezésével a zöld fal segít a terminál belső hőmérsékletének szabályzásában is.
A terminál első járata a Singapore Airlines Hongkongot is érintő, San Francisco-ból helyi idő szerint 11:56-kor érkező SQ1 járata volt 2008. január 8-án. A megnyitóünnepségen az ország közlekedési minisztere, egyben külügyminiszter helyettese, Lim Siang Keat Raymond, valamint a CAAS elnöke, Liew Mun Leong is részt vett. Az első induló járata az SQ318 volt, mely 12:50-kor szállt fel London Heathrow felé. Ettől az időponttól kezdve a Singapore Airlines Észak-Amerikába (Houston kivételével), Európába (Moszkva kivételével), Kelet-Ázsiába (kivéve Bangkokon keresztül Japánba) és Óceániába tartó regionális és hosszú távú járatai az új terminálról indulnak, míg összes többi járata a 2-es terminálról indul, ezzel a Singapore Airlines lett az első és egyetlen légitársaság, mely a Changi repülőtéren több terminált is használ. Míg az indulási terminál a célállomástól függően állandó, az érkező járatok esetében két órával az érkezés előtt célszerű érdeklődni, melyik terminálra érkezik a járat. Ez a rendszer néha megzavarja az utazóközönséget, bár a CAAS szóvivője szerint a zűrzavarok azóta jelentősen enyhültek, mivel a nyilvánosság jobban odafigyel a rendszerre.

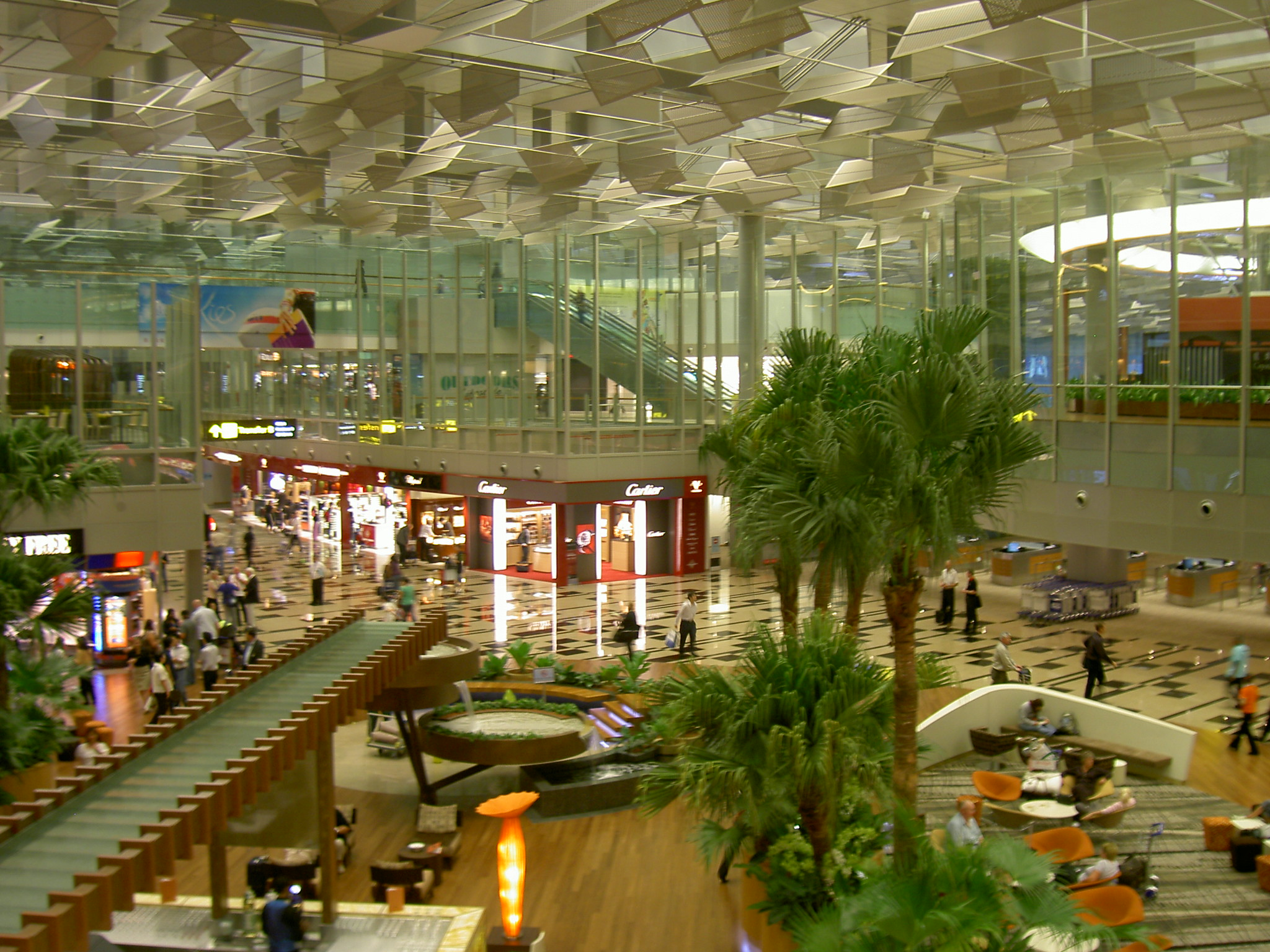
A 3-as terminál tranzitcsarnoka

A Star Alliance légitársaságok, köztük a Singapore Airlines is, a későbbiekben valószínűleg a 3-as terminálra költöznek. 2007 októberéig négy légitársaság jelezte szándékát, hogy 2008. március 26-ától az új terminálra költözik, bár a China Eastern Airlines és a United Airlines csak 2008. március 25. éjjelén kezdte meg a költözést. A China Eastern Airlines első járata, az MU545 a Sanghaj-Pudong nemzetközi repülőtérről érkezett 21:26-kor a 3-as terminálra, a United Airlines első járata, az UA895 Atlantából Chicago és Hong-Kong érintésével érkezett 23:10-kor. Az UA803 nem sokkal ezután, 23:53-kor érkezett Washingtonból Tokió érintésével. 2008. március 26-án 01:20-kor a Qatar Airways első járata is megérkezett a Jakarta-Soekarno-Hatta repülőtérről, a Jet Airways első, 9W12 számú járata 07:25-kor érkezett Mumbaiból. A China Eastern Airlines első induló járata, 2008. március 26-án 00:59-kor szállt fel a Sanghaj-Pudong repülőtér felé, a Qatar Airways QR627 számú járata Doha felé 03:04-kor, a United Airlines UA896 számú járata Atlanta felé Hongkong és Chicago érintésével 07:18-kor és a Jet Airways 9W15 járata Csennai felé 09:32-kor. A költözés 12 célállomásra heti 148 oda-vissza járatot érintett, ezek: Atlanta, Csennai, Chicago, Delhi, Doha, Hong-Kong, Jakarta, Kunming, Mumbai, Shanghai, Tokió és Washington DC, ezzel a 3-as terminál heti járatszáma több mint 900, az utasok száma mintegy évi 11 millió lett. A Kingfisher Airlines is bejelentette, hogy működését a 3-as terminálon kívánja megkezdeni.
A CAAS más légitársaságokkal is folytatott tárgyalásokat azoknak a 3-as terminálra költözéséről, bár több légitársaság kifejezte aggodalmát, hogy a külön Singapore Airlines utasvárót és az egyedi check-in rendszert a 3-as terminálra költöző más légitársaságok nem tudják használni A CAAS megerősítette, hogy a terminál felén kiépítik a közös jegykezelő rendszert, mely bármely légitársaság számára rendelkezésre áll A CAAS közlése szerint azóta nincsenek további tervek légitársaságoknak a terminálra költözésére, bár nyitottak a felmerülő igényekre.

#### 4-es terminál
A szingapúri Közlekedési Minisztérium jelenleg a 4-es terminál megvalósíthatósági tervein dolgozik. Légügyi szakértők szerint a legújabb terminál 10-15 éven belül épülhet meg, bár a kormány nem adott további információt a projektről.

#### JetQuay CIP terminál
A JetQuay Terminált a korábbi VIP várókból alakították ki, melyeknek feladata külföldi magas rangú utazók kiszolgálása volt. A terminált kifejezetten a CIP utasok („Commercially Important People” – üzletileg fontos utasok) számára hozták létre. A terminált bármelyik terminálról induló, bármely légitársasággal, bármilyen osztályon utazó utas igénybe veheti.
A JetQuay egyéni jegykezelést, poggyászkezelést és útlevélkezelést biztosít utasai számára.

#### Budget Terminal

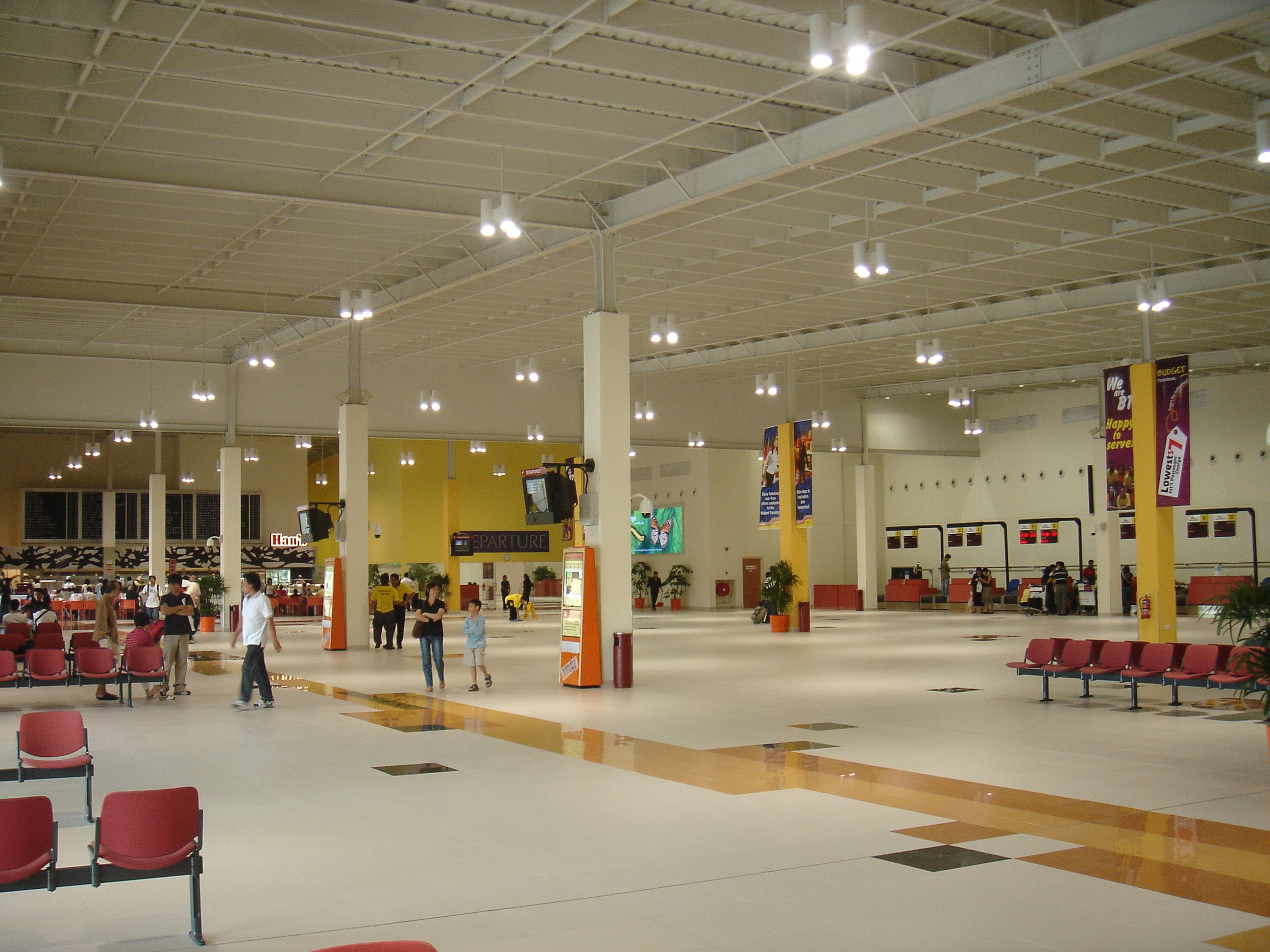
A 2006-ban megnyitott diszkont terminál légkondicionált indulási csarnoka

Ázsiában a Kuala Lumpur nemzetközi repülőtér után a Changi repülőtér volt a második, mely önálló terminált épített kifejezetten a diszkont utasok számára. A terminál „Budget Terminal” neve egy nyilvános névadó verseny eredményeképpen született. Ez a terminál nem illeszkedik a repülőtér terminálszámozási-sorrendjébe, valójában ez volt a harmadik átadott terminál, és a 3-as terminált adták át ötödikként.
Az alacsonyabb leszállási díjak, kiszolgálási díjak és repülőtér-fejlesztési adók érdekében a terminálépületben bizonyos szolgáltatások, például az utashidak, különleges építészeti megoldások, díszítések nem találhatók meg.
Légkondicionálás, duty-free üzletek, ételt és italt felszolgáló üzletek és ingyenes internet terminálok viszont rendelkezésre állnak. A Budget Terminal-on átszállási lehetőség nincs. Az átszálló utasoknak át kell esniük az útlevélkezelésen, csomagjukat magukhoz kell venniük, át kell menniük a vámkezelésen, majd az ingyenesen rendelkezésre álló buszokkal át kell menniük a fő terminálépületekbe, ahol ismételt jegykezelés (check-in) szükséges a megfelelő járatra.
2008 szeptemberében egy 10 millió szingapúri dolláros bővítés veszi kezdetét, mely hét hónapig tart. Befejezése után a terminál évi hétmillió utas kiszolgálására lesz képes a korábbi 2,7 millióval szemben. Több beszálló kapu, jegykezelőpult, üzlet és étterem lesz benne.

#### Az Airbus A380 kiszolgálása

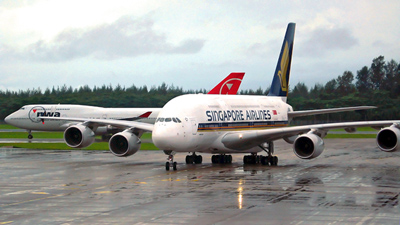
A Singapore Airlines Airbus A380-asa és a Northwest Airlines Boeing 747-ese a Changi repülőtéren.

Mivel a Singapore Airlines, melynek bázisrepülőtere a Changi repülőtér, volt az Airbus A380 első vásárlója, a hatalmas méretű repülőgép kiszolgálását lehetővé tevő létesítmények létesítése prioritást kapott. A Civil Aviation Authority of Singapore (Szingapúri Polgári Légiközlekedési Hatóság) 60 millió szingapúri dollárt költött a két meglévő terminál és a repülőtéri infrastruktúra bővítésére, ezek közé tartozott a beszállókapuk előterének megnövelése, új utasmólók építése, és a csomagkiadó futószalagoknak a szokásos 70 méteresről 90 méteresre növelése. Ezekkel az új létesítményekkel és csomagkiadó szalagokkal a be- és kiszállás várhatóan nem vesz több időt igénybe, mint egy Boeing 747-400-as esetében, mely lényegesen kevesebb utast szállít.
2005. augusztus 16-án a Changi repülőtér üzembe helyezte az első 11 speciálisan épített kaput, mely képes az óriásgép fogadására. A 15 millió szingapúri dollárba kerülő kapuk, más néven „ujjak” lehetővé teszik, hogy az utasok közvetlenül a kapu várótermeiből lépjenek az 555 személyes gép felső kabinjába. Ezeknek a várótermeknek a méretét szintén megnövelték, hogy képesek legyenek az A380 nagyszámú utasának befogadására. Az 1-es és 2-es terminál 11 új kapuja mellett nyolc további A380 kompatibilis kaput nyitottak meg a 3-as terminál 2008. január 9-ei átadásával együtt.

## Szolgáltatások
A Changi nemzetközi repülőtér a szolgáltatások színvonalát és a biztonságot tekintve a világ egyik vezető légikikötője. 1981-es megnyitása óta több mint 250 díjat és elismerést kapott többek közt a Nemzetközi Légi Szállítási Szövetségtől (IATA) és a Business Travellertől.

### Utaskiszolgálás

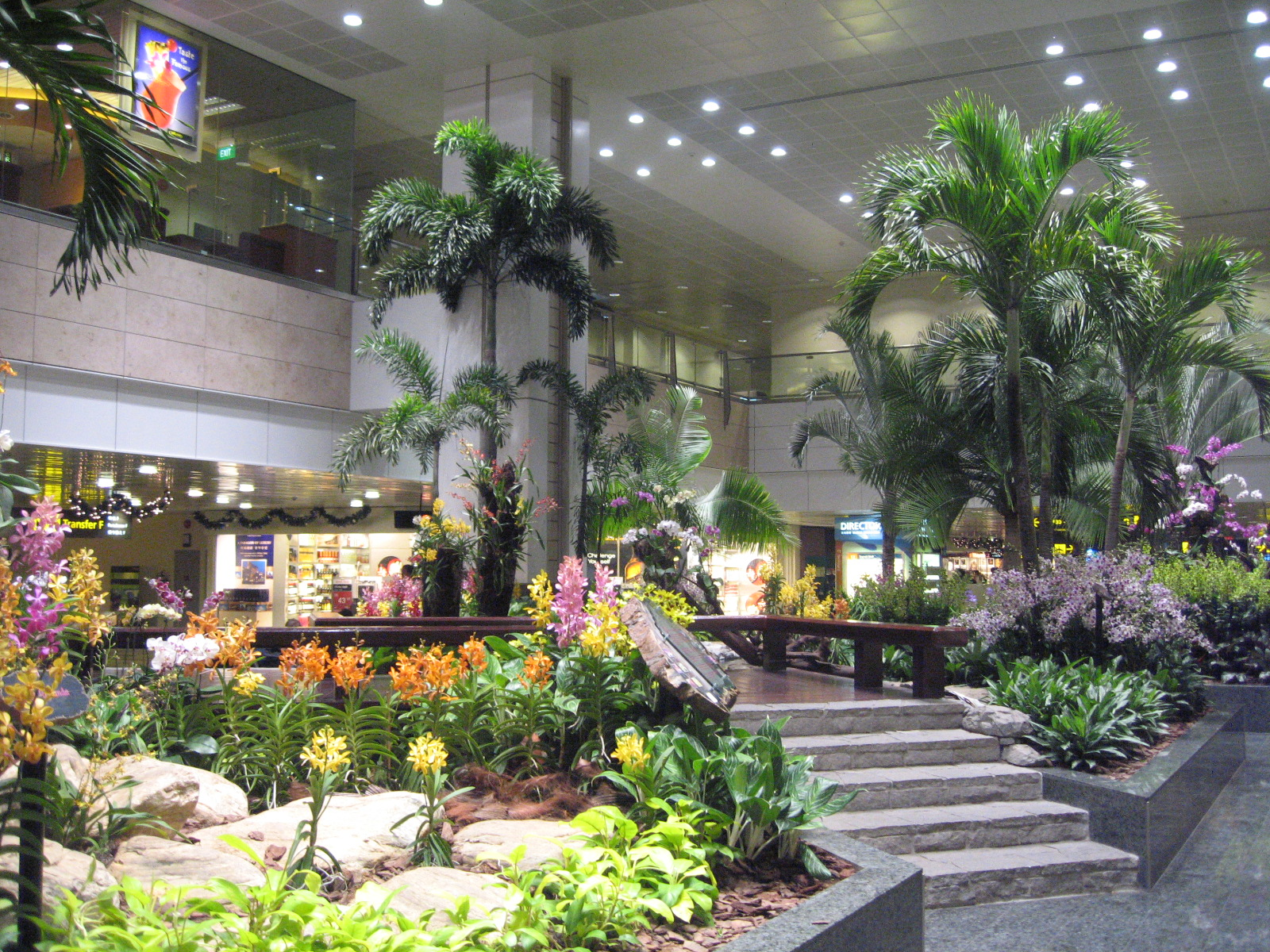
A tranzitterületen buja növényzet nyújt kikapcsolódást az utasoknak.

A repülőtér három nagy terminálján összesen több mint 240 000 m² területen működnek üzletek és éttermek, közülük a 3-as terminál 215 278 m²-nyi területe a legnagyobb. Az 1-es és 2-es terminál meglévő kereskedelmi területein 2004 óta folyó felújítási munkák 2005 első félévének végére 13,3%-kal növelték az üzletek területének méretét, 2003-hoz képest pedig 67%-kal; az üzletek között olyan márkanevek találhatók, mint a Prada, a Gucci, a Bulgari és a Hermès, melyek ebben az időszakban nyitottak üzleteket. A FIFA a világon elsőként a 3-as terminálon nyitotta meg üzletét, ugyanitt nyílt meg az utazók számára Ázsia első Ferrari boltja.
Az igényesen kivitelezett repülőtéren más értelmet nyer a „minden időmet a repülőtéren töltöttem” kifejezés. A két tranzitvárótól kezdve, melyekben a nap 24 órájában szunyókálhat kényelmesen az utazó, és melyekben zuhanyzók és fürdési lehetőségek állnak rendelkezésre, a szállodai és uszodai szolgáltatásokig minden megtalálható. A Changi repülőtér olyan újításokat vezetett be, mint például a Singapore Tours (melyet azon utasok számára hoztak létre, akiknek várakozási ideje meghaladja az 5 órát, ezek az utasok külön engedélyt kapnak a repülőtér elhagyására négy különböző városnéző túra keretében), a Nature Trail („ösvények a természetben” – hat, különböző téma köré csoportosuló kert), valamint mindenre kiterjedő éttermi és szórakozási lehetőségek.
A kereskedelmi lehetőségek tekintetében a repülőtér felülmúlja Szingapúr bevásárló központjait, még az Orchard Roadon található, a turisták által kedvelt üzleteket is. A CAAS (Civil Aviation Authority of Singapore) 2005-ös bevételének 60%-a (több mint 500 millió USA dollár) nem repüléssel kapcsolatos forrásokból származott, melyből 30%-ot tett ki a kereskedelmi helyiségek bérleti díja és az eladásokból kapott jutalék. A szeszesitalok és az illatszerek a legnépszerűbbek, melyek a teljes forgalomnak több mint felét teszik ki, őket követi az órák és dohányáruk forgalma. Jeffrey Loke, a CAAS kereskedelmi igazgatóhelyettese szerint a repülőtéren az egy utasra jutó haszon, más nagy forgalmú nemzetközi repülőterekkel összehasonlítva a világon az egyik legnagyobb.
A számos duty-free üzlet és étterem mellett a repülőtéren hat szabadtéri kert is található. A kerteket az utazók szabadon látogathatják, a kertek mindegyike más növényvilágot mutat be: kaktuszokat, bambuszt, heliconia-féléket, napraforgót, páfrányokat és orchideákat. A Changi repülőtéren számos lehetőség áll az üzleti utazók rendelkezésére is. Az összekapcsolt 1-es és 2-es terminál nemzetközi tranzitjában internet, játéktermek, imahelyiségek, zuhanyzók, fürdők, tornaterem, uszoda és egy szálloda is található. A különböző tranzitvárókban gyermekek számára játszótér, felnőttek számára televíziók állnak rendelkezésre, melyeken híreket, sportközvetítéseket vagy filmeket nézhetnek.

### Kiszolgálás

#### Földi kiszolgálás

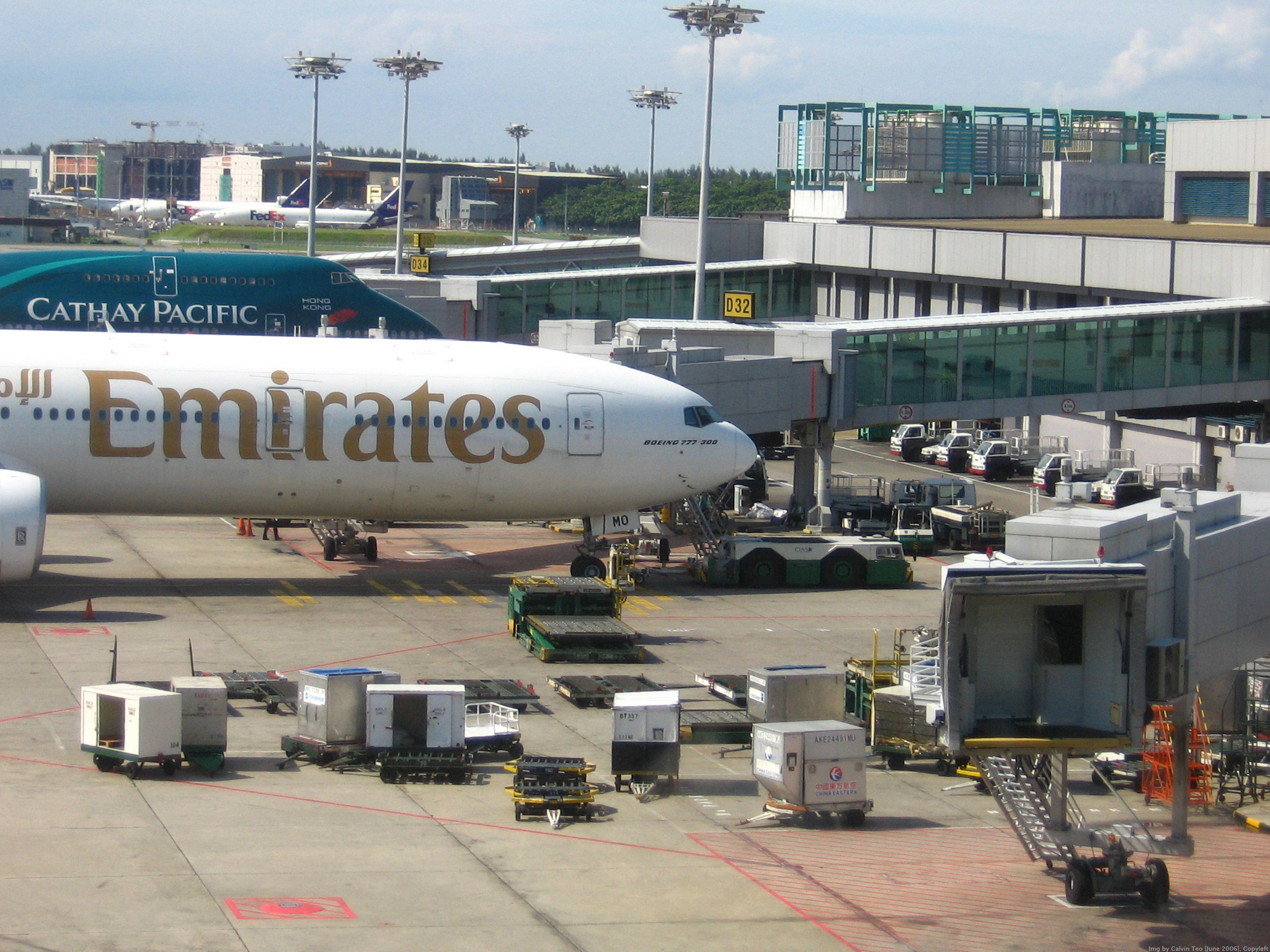
Egy Emirates Boeing 777-300-as földi kiszolgálása az 1-es terminálon

A repülőtéren három cég végzi a repülőgépek földi kiszolgálását. A Singapore Airport Terminal Services (SATS), a Changi International Airport Services (CIAS) és a Swissport. A Singapore Airlines tulajdonában lévő SATS végzi a földi kiszolgálás döntő többségét, piaci részesedése a repülőtéren csaknem 80%. A CIAS-t 1981-ben hozta létre a Port of Singapore Authority és öt légitársaság (Air France, China Airlines, Garuda Indonesia, KLM (Royal Dutch Airlines) és a Lufthansa). Ezé a társaságé a fennmaradó piaci szelet.
A 2000-es évek elején egy kormánydöntés egy további működési engedély kiadásával újabb versenytársat kívánt a földi kiszolgálás területén bevezetni. A Swissair tulajdonában lévő Swissport sikeresen megszerezte a 10 évre szóló működési engedélyt, és 2005. március 2-án megkezdte működését.
Miután a Swissair légitársaság csődbe ment és új tulajdonosa a Swiss International Air Lines lett, ez utóbbi légitársaság lett a kiszolgáló cég első ügyfele. Az Adam Air 2005-ben döntött a Swissport földi kiszolgáló mellett, ezt követte 2006-ban a Tiger Airways. A Swissport további ügyfelei: Northwest Airlines, Swiss World Cargo, Thai AirAsia és a Cardig Air. Korábban az Australian Airlines gépeinek földi kiszolgálását is a Swissport végezte.
A CIAS-t szervezeti átalakításnak vetették alá, miután fő részvényesét megvette a dubaji Dnata csoport és a Temasek Holdings, az új szervezet 2005 júniusában kezdte meg működését új márkanév alatt. Biztonsági szolgálatait beolvasztották az új, Temasek-tulajdonú Aetos Security Managementbe.

#### Repülőgépek karbantartása
A repülőgépek karbantartására öt hangár áll rendelkezésre, ezekben az SIA Engineering Company és az ST Aviation Services Company végzi a karbantartásokat. A hangárok közül az egyik egy 20 000 m²-es, belső tartópillér nélküli csarnok, mely 1981-es átadásakor a világ legnagyobb ilyen jellegű építménye volt.

## Biztonság

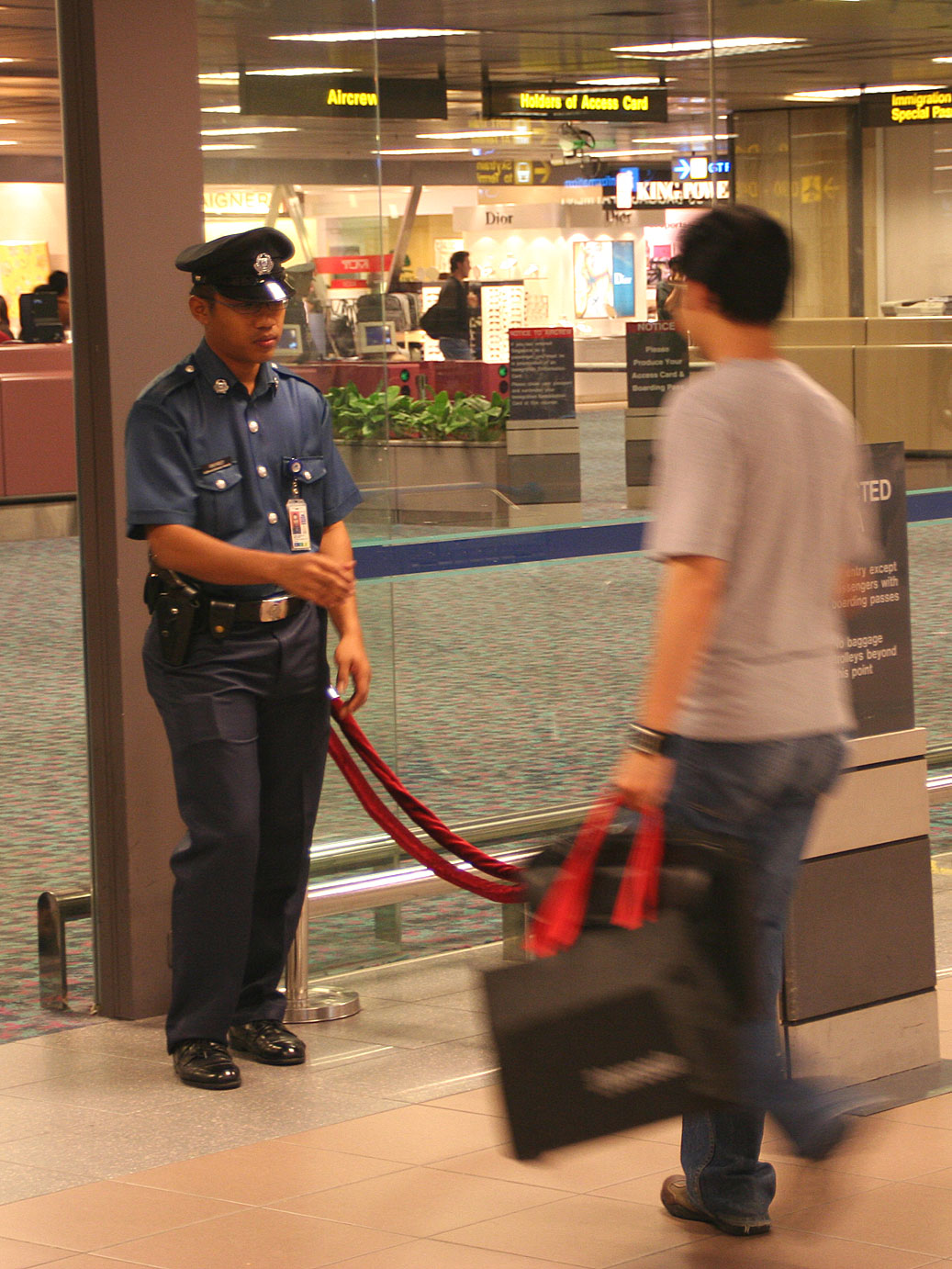
Az Aetos külső biztonsági szolgálat rendőre az 1-es terminálon. Ezt a szolgáltatást jelenleg a Certis CISCO nyújtja

A repülőtér őrzéséért és biztonságáért a Civil Aviation Authority of Singapore felel. A CAAS Repülőtér-irányítási Divíziója felel a repülőtér biztonságáért, míg a Légibiztonsági Divízió illetékes abban, hogy repülőtér megfeleljen a nemzetközi légi biztonsági előírásoknak. A repülőtér sürgősségi ellátásának és tűzoltóságának működéséért a CAAS Airport Emergency Service Division-ja (AES) felel. Az AES intéz minden mentési és tűzoltási munkát a repülőtér területén és a környező tengeren, szakemberei két állomáson, egy tűzoltóságon és egy tengeri mentő-állomáson állnak készenlétben.
A repülőtér biztonsága a Szingapúri Rendőrség Repülőtéri Rendőrségi Divíziójának hatáskörébe tartozik. Az állami szerveket polgárőrség jellegű külső szervezetek segítik: az Aetos Security Management, a Certis CISCO és a SATS Security Services, ezek közül az Aetos és a SATS szolgálatok a Changi International Airport Services-zel illetőleg a Singapore Airport Terminal Services-zel állnak kapcsolatban. Embereik segítenek a csomagok átvizsgálásában, az elzárt területeken való mozgás ellenőrzésében.
2007. február 8-a óta a CAAS a külső biztonsági szervezeteket a repülőtér „légi” oldalán is igénybe veszi, elsőként a Certis CISCO-val kötött szerződést, majd 2007. július 16-án az Aetos Security-vel. 2008. április 29-én a CAAS aláírta addigi legnagyobb biztonsági szerződését a Certis CISCO-val, mely ettől kezdve a Changi repülőtér, a Seletar repülőtér, a Changi teheráru központ és a Szingapúri Légiirányítási Központ biztonságáért felel. Az öt évre szóló 360 millió dolláros szerződés 2008. április 1-jén kezdődött, lejárta után öt évre meghosszabbítható.
A szerződés teljesítésében a Certis Cisco 2200 alkalmazottját vonják be, akik közül 900 fegyvert viselő külső rendőr és 1300 fegyver nélküli biztonsági személy, akiknek feladata a feladott csomagok ellenőrzése, az utasforgalomtól elzárt területek őrzése valamint a repülőgépbe szálló utasok ellenőrzése.
A 2001. szeptember 11-ei terrortámadás óta, és különösen, hogy a Jemaah Islamiyah szervezet a repülőteret lehetséges terrortámadás célpontjaként említette a repülőtér biztonságára fokozottan ügyelnek.
Két katonából és egy rendőrből álló fegyvert viselő csoportok járnak a repülőtéren véletlenszerű időpontokban. A terminálépületek tranzitterületeit a speciális Gurkha Contingent fegyveresei is ellenőrzik. Ezeknek az óvintézkedéseknek a költségeit részben az utasok fizetik meg a 2002 óta bevezetett „utasbiztonsági szolgáltatási díjban”. A díjat mindegyik terminálon utasonként 6 szingapúri dollárban állapították meg. 2005-ben az Amerikai Egyesült Államok területén kívüli első repülőtérként megkapta az Airport Security Report „Tökéletes Légibiztonság Díját (Excellence in Airport Security Award).
2005-től a csomagátvilágító rendszerek felújítása valamint a biztonsággal kapcsolatos aggodalmak növekedése miatt a csomagátvilágítást zárt helyen végzik, a korábbi jegykezelés előtti nyilvános vizsgálat helyett. A kézipoggyászok és az utazók átvizsgálása a beszállókapuknál történik. Tervek készültek 400 kamera elhelyezésére, melyek az utasok mozgását, gyanús csomagokat és tevékenységeket követnek figyelemmel a nap 24 órájában.
E rendszer bevezetésére 2005 szeptemberében írtak ki tendert. A repülőtér körüli második kerítés építése is folyamatban van, a befejezés várható határideje 2008. A repülőtéri rendőrség tervei között szerepel egy biometrikus azonosító rendszer bevezetése, mely az elzárt területekre történő belépést ellenőrizné.
A transzatlanti repülőjáratok elleni 2006-os, nyilvánosságra került terrorista tervek miatt a Changi repülőtér és az Egyesült Királyság valamint az Egyesült Államok közötti járatokon utazók és kézipoggyászaik ellenőrzéseket megszigorították.

## Műveletek

### Utasforgalom
Mivel a repülőteret igénybe vevő utasforgalom természeténél fogva nemzetközi, mindegyik terminálon megtalálható a nemzetközi utazásokhoz szükséges útlevélkezelő rendszer. A Singapore Airlines által üzemeltetett járatok mind az 1-es, mind a 2-es terminált igénybe veszik, míg a Singapore Airlines regionális leányvállalata, a SilkAir, az Etihad Airways, a Lufthansa és egyes délkelet-ázsiai légitársaságok, többek közt a Malaysia Airlines, a Philippine Airlines és a Royal Brunei Airlines a 2-es terminálon működnek. A China Eastern Airlines, a Qatar Airways és a United Airlines a 3-as terminálon működik, míg a többi légitársaság jobbára az 1-es terminált használja. Két légitársaság, a Tiger Airways és a Cebu Pacific a Budget Terminalról indít járatokat.
A súlyos légúti megbetegedést okozó SARS járvány miatti 2003-as utasszám-csökkenésből talpra állva a repülőtér forgalma gyors növekedésbe váltott, és 2004 végére, története során először elérte a 30 milliós utasszámot. 2006 júniusában a kiszolgált 2 980 106 utassal megdöntötték az egyhavi rekordot, ez 2006 első félévében 9,1%-os növekedést jelentett, az előző év hasonló időszakához viszonyítva. A Budget Terminal a megnyitását követő hat hónap során, 2006. október 26-áig mintegy 657 000 utast szolgált ki, ez 2006 októberében a repülőtér teljes forgalmának 11,3%-át jelentette, az áprilisi 9,6%-kal szemben. A terminál 2006 év végén fogadta egymilliomodik utasát. 2002-ben az átszálló utasok a teljes utasszám 17%-át tették ki, ez több mint 5 millió utast jelentett, melyből 400 000 útját megszakítva a városba látogató turisták számát gyarapította.
A várakozások szerint a repülőtér 2012-ben már 50 millió utast fogad, addigra az „integrált üdülőhelyek” (kaszinófejlesztési program) és más programok elindítása, valamint az ASEAN légiközlekedési szektorának fokozatos liberalizálása várhatóan az érkező turisták számának 35%-os növekedését eredményezi.

### Teheráru-forgalom
A Civil Aviation Authority of Singapore légiáru divíziója irányítja a Changi Airfreight Centre-t (Changi légiáru központ), mely a repülőtér északi részén helyezkedik el. Kína nagy léptékű gazdasági növekedésétől hajtva a repülőtér 2005-ben 1 854 610 tonna árut fogadott, mely az előző pénzügyi évhez képest 3,3%-os növekedést jelentett, ezzel Changi a világ tizedik legnagyobb forgalmú repülőtere, Ázsia ötödik legnagyobb áruforgalmú repülőtere volt. Szingapúr jelentős elektronikai iparának köszönhetően a repülőtéren megfordult teheráru jelentős részét elektronikai áruféleségek teszik ki, bár az utóbbi időben kísérletek történtek romlandó áruféleségek szállítására is.
Az informatikai megoldásokat széleskörűen hasznosítva, a légiáru divízió különféle informatikai rendszereket vezetett be az árumozgás követésére és a vámkezelés megkönnyítésére. Ezek közé tartozik az Air Cargo EDI System (ACES), az Advance Clearance for Courier and Express Shipments System (ACCESS) és az Electronic Payment and Invoicing for Cargo (EPIC). A divízió úttörő szerepet játszott a TradeNet System bevezetésében, melynek segítségével a kereskedők az interneten intézhetik árubevallásaikat és meggyorsíthatják az áruk behozatalának engedélyezési eljárását. A TradeNet rendszert a későbbiekben bekapcsolják az országos integrált kereskedelmi és logisztikai informatikai rendszerbe.

## Menetrend szerinti járatot üzemeltető légitársaságok és célállomások
| Légitársaság                  | Célállomás |
| ----------------------------- | --- |
| Air China                     | Beijing, Chengdu, Xiamen |
| Air France                    | Párizs – Charles de Gaulle nemzetközi repülőtér |
| Air Mauritius                 | Kuala Lumpur, Mauritius |
| Air Niugini                   | Port Moresby |
| Air Zimbabwe                  | Beijing, Harare |
| AirAsia                       | Kuala Lumpur, Kuching, Kota Kinabalu |
| Bangkok Airways               | Koh Samui |
| Best Air                      | Dhaka |
| Biman Bangladesh Airlines     | Bangkok-Suvarnabhumi, Dhaka |
| British Airways               | London-Heathrow-i repülőtér, Sydney |
| Cathay Pacific                | Bangkok-Suvarnabhumi, Colombo, Hongkong |
| China Airlines                | Kaohsiung, Surabaya [május 20-ától], Taipei-Taoyuan |
| China Southern Airlines       | Guangzhou, Shenyang |
| Emirates Airline              | Auckland, Brisbane, Colombo, Dubaj, Melbourne |
| EVA Air                       | Tajpej-Taoyuan |
| Garuda Indonesia              | Bandung (2009. májustól), Beijing, Denpasar/Bali, Ho Si Minh-város, Jakarta, Soekarno-Hatta nemzetközi repülőtér, Medan, Pekanbaru, Semarang, Sanghaj-Pudong, Surabaya, Yogyakarta |
| Indonesia AirAsia             | Bandung, Denpasar/Bali, Jakarta-Soekarno-Hatta, Pekanbaru, Yogyakarta |
| Japan Airlines                | Kuala Lumpur, Oszaka – Kanszai nemzetközi repülőtér, Tokió-Narita |
| Jetstar Airways               | Cairns, Darwin, Perth, Melbourne |
| Jetstar Asia Airways          | Bangkok-Suvarnabhumi, Ho Si Minh-város, Hongkong, Kota Kinabalu, Kuala Lumpur, Kuching, Makaó, Manila, Phnom Penh, Sziemreap, Taipei-Taoyuan, Yangon                               |
| KLM                           | Amszterdam |
| Lion Air                      | Denpasar/Bali, Ho Si Minh-város, Jakarta-Soekarno-Hatta |
| Qantas Airways                | Adelaide, Brisbane, Frankfurt, London Heathrow repülőtér, Melbourne, Mumbai [június 2-ától], Perth, Sydney                                                                         |
| Saudi Arabian Airlines        | Jakarta-Soekarno-Hatta, Jeddah, Riyadh |
| SriLankan Airlines            | Colombo |
| Swiss International Air Lines | Bangkok-Suvarnabhumi [április 26-áig], Zürich [április 26-áig] |
| Thai AirAsia                  | Bangkok-Suvarnabhumi, Phuket |
| Thai Airways International    | Bangkok-Suvarnabhumi |
| Turkish Airlines              | Isztambul-Atatürk |
| Valuair                       | Denpasar/Bali, Jakarta-Soekarno-Hatta, Medan, Surabaya |
| Vietnam Airlines              | Hanoi, Ho Si Minh város |
| Xiamen Airlines               | Fuzhou, Hangzhou, Tianjin, Xiamen |

| Légitársaság                | Célállomás |
| --------------------------- | --- |
| Air India (Indian Airlines) | Delhi, Mumbai |
| Air India Express           | Csennai, Kolkata, Tiruchirapalli |
| All Nippon Airways          | Tokió-Narita |
| Asiana Airlines             | Szöul-Incheon |
| Etihad Airways              | Abu-Dzabi, Brisbane |
| Korean Air                  | Szöul-Incheon |
| Lufthansa                   | Frankfurt, Jakarta-Soekarno-Hatta, München |
| Malaysia Airlines           | Kota Kinabalu, Kuala Lumpur, Kuching, Langkawi, Penang |
| Philippine Airlines         | Jakarta-Soekarno-Hatta, Manila |
| Royal Brunei Airlines       | Bandar Seri Begawan |
| Shenzhen Airlines           | Nanning |
| SilkAir                     | Balikpapan, Cebu, Chengdu, Chiang Mai, Chongqing, Cochin, Coimbatore, Da Nang, Davao, Dili, Kaohsiung, Kathmandu, Kota Kinabalu, Kuala Lumpur, Kuching, Kunming, Langkawi, Manado, Mataram, Medan, Palembang, Phnom Penh, Phuket, Shenzhen, Sziemreap, Solo, Surabaya, Trivandrum, Xiamen, Yangon |
| Singapore Airlines          | Abu Dhabi, Ahmadábád, Bandar Seri Begawan, Bengaluru, Bangkok-Suvarnabhumi, Cairo, Cape Town, Csennai, Colombo, Denpasar/Bali, Delhi, Dhaka, Dubai, Hanoi, Ho Chi Minh City, Houston-Intercontinental, Hyderabad, Istanbul-Atatürk, Jakarta-Soekarno-Hatta, Jeddah, Johannesburg, Karacsi, Kolkata, Kuala Lumpur, Kuwait, Lahor, Malé, Manila, Moscow-Domodedovo, Mumbai, Penang, Riyadh, Tokyo-Narita |
| Sriwijaya Air               | Jakarta-Soekarno-Hatta |

| Légitársaság           | Célállomás |
| ---------------------- | --- |
| China Eastern Airlines | Kunming, Sanghaj-Pudong |
| Qatar Airways          | Doha, Jakarta-Soekarno-Hatta |
| Singapore Airlines     | Adelaide, Amsterdam, Athens, Auckland, Barcelona [ends Summer 2009], Beijing-Capital, Brisbane, Christchurch, Copenhagen, Frankfurt, Fukuoka, Guangzhou, Hongkong, London-Heathrow, Los Angeles, Manchester, Melbourne, Milan-Malpensa, Nagoya-Centrair, Nanjing, New York-JFK, Newark, Oszaka-Kansai, Paris-Charles de Gaulle, Perth, Rome-Fiumicino, San Francisco, Seoul-Incheon, Shanghai-Pudong, Sydney, Taipei-Taoyuan, Tokyo-Narita, Vancouver [ends 25 April], Zürich |
| United Airlines        | Chicago – O’Hare, Hongkong, Tokió-Narita, Washington-Dulles |

| Légitársaság  | Célállomás |
| ------------- | --- |
| Cebu Pacific  | Cebu, Clark, Davao [seasonal], Manila |
| Tiger Airways | Bengaluru, Bangkok-Suvarnabhumi, Csennai, Clark, Guangzhou, Hanoi, Haikou, Ho Chi Minh City, Jakarta-Soekarno-Hatta, Kota Kinabalu, Kuching, Kuala Lumpur, Makaó, Padang, Perth, Phuket, Shenzhen |

| Légitársaság              | Célállomás |
| ------------------------- | --- |
| Air Hong Kong             | Hongkong |
| Asiana Cargo              | Szöul-Incheon |
| Cargolux                  | Amman, Auckland, Baku, Csennai, Damaszkusz, Kuala Lumpur, Los Angeles, Luxembourg, Melbourne |
| Cathay Pacific Cargo      | Hongkong, Penang |
| China Airlines Cargo      | Tajpej-Taoyuan |
| China Cargo Airlines      | Sanghaj-Pudong |
| Emirates SkyCargo         | Dubai |
| EVA Air Cargo             | Ho Si Minh-város, Jakarta-Soekarno-Hatta, Penang, Tajpej-Taoyuan |
| FedEx                     | Anchorage, Cebu, Jakarta-Soekarno-Hatta, Memphis, Newark, Oszaka-Kansai, Penang, San Francisco, Shanghai-Pudong, Subic, Tokió-Narita |
| JAL Cargo                 | Bangkok-Suvarnabhumi, Tokió-Narita |
| Jett8 Airlines Cargo      | Dubai, Hongkong, Luxembourg, Manchester |
| Korean Air Cargo          | Szöul-Incheon |
| Lufthansa Cargo           | Bahrein, Delhi, Leipzig/Halle |
| KLM Cargo                 | Amsterdam, Dubai, Penang |
| MASKargo                  | Kuala Lumpur |
| Nippon Cargo Airlines     | Bangkok-Suvarnabhumi, Oszaka-Kansai, Tokió-Narita |
| Republic Express Airlines | Jakarta-Soekarno-Hatta |
| Shanghai Airlines Cargo   | Ho Si Minh-város, Sanghaj-Pudong |
| Singapore Airlines Cargo  | Adelaide, Amszterdam, Anchorage, Auckland, Bengaluru, Brüsszel, Csennai, Chicago-O’Hare, Koppenhága, Dallas/Fort Worth, Delhi, Dubai, Frankfurt, Hanoi, Hongkong, Johannesburg, Kolkata, Leipzig/Halle, London-Heathrow, Los Angeles, Makaó, Melbourne, Mumbai, Nairobi, Nanjing, Oszaka-Kansai, Sanghaj-Pudong, Sharjah, Sydney, Tianjin, Tokió-Narita, Xiamen |
| TNT Airways               | Liège, Sanghaj-Pudong |
| United Parcel Service     | Bangkok-Suvarnabhumi, Clark, Köln, Dubai, Guangzhou, Hongkong, Mumbai, Sydney, Tajpej-Taoyuan |

### Jövőbeni légitársaságok
- Delta Air Lines (Atlanta, New York-JFK és Los Angeles)[77]
- Gulf Air (a felfüggesztett járatok újraindítását tervezi)[78]
- Mandala Airlines (Bali járatok)
- Oman Air (Tervek hosszú távú járatok indítására)[79]
- Royal Jordanian (Tervek négy új délkelet-ázsiai járat indítására)

## Szárazföldi kapcsolatok
A Changi nemzetközi repülőteret kezdettől fogva a jó szárazföldi kapcsolatok szem előtt tartásával építették, a városközponttal kapcsolatot teremtő East Coast Parkway a repülőtérrel együtt épült. A 20 km hosszúságú út csaknem teljes egészében feltöltött területen halad, ezzel a megoldással alig szakítja meg a keleti partrész meglévő úthálózatát.
A három fő terminálépület közvetlenül egymás mellé épült, így az utasok a terminálok közt gyalogosan közlekedhetnek. A gyorsabb és kényelmesebb átszállás érdekében készült repülőtér Skytrain rendszere. A rendszert 2007-ben újították fel a Mitsubishi technológiájával, kiépítették a 3-as terminálig, valamint szétválasztották a jegykezelésen átesett utasokat a többitől. A kisvasút költségcsökkentési okokból nem köti össze a Budget Terminalt a többi terminállal.

### Közlekedés a terminálok között

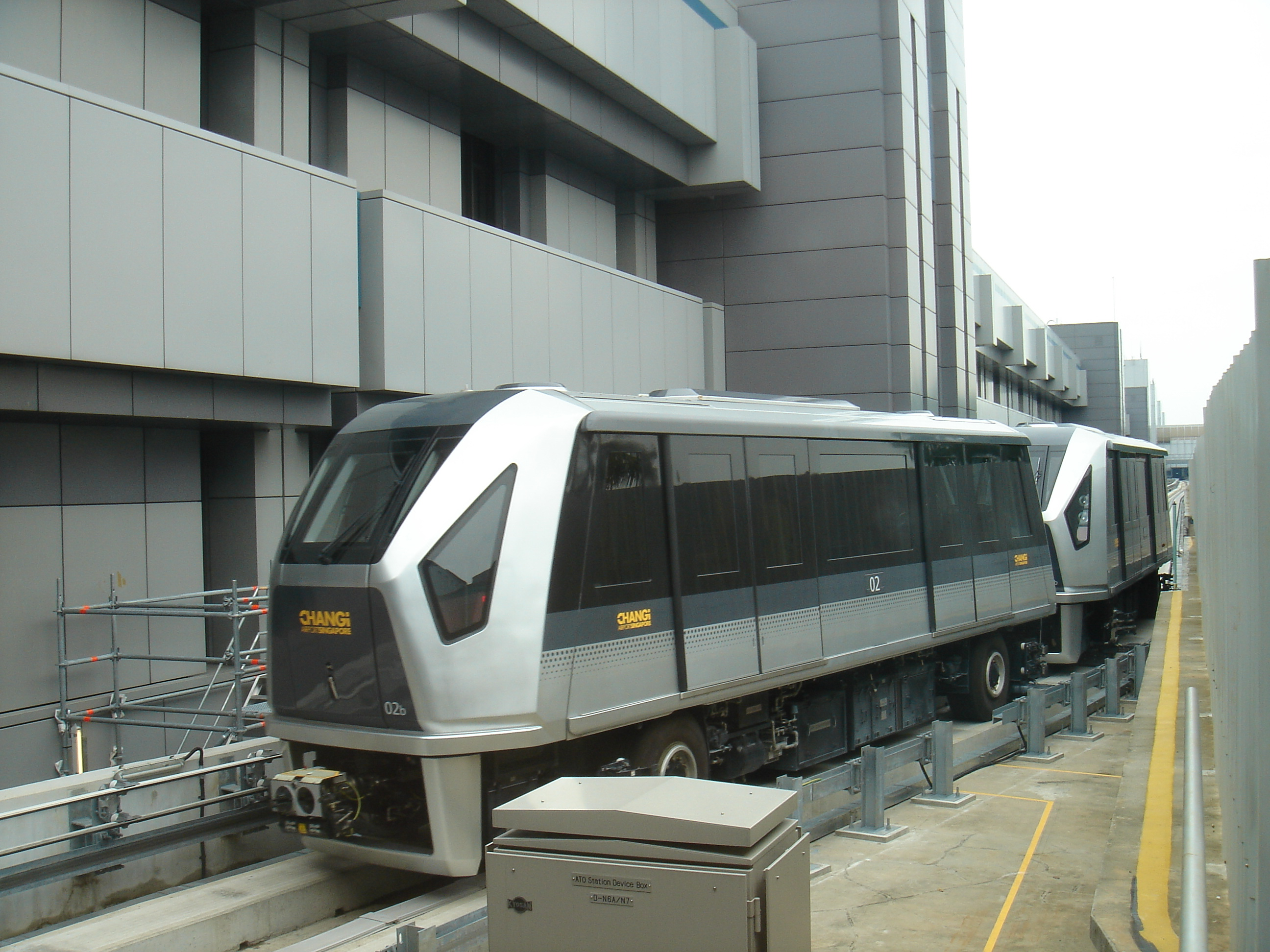
A Changi repülőtér Skytrain vasútja

A Changi repülőtér Skytrain vasútja az 1-es, 2-es és a 3-as terminálokat köti össze, a vonal mentén hét megállója van. A vonaton külön kocsik szállítják a „légi oldali” (tranzit) és a „városoldali” utasokat. A vasutat még az 1990-es évek elején építették, akkor az 1-es és a 2-es terminált kötötte össze, a Skytrain Bombardier CX-100 típusú kocsikból állt. A rendszert 2006-ban átépítették, a kocsikat a Mitsubishi kocsijaival cserélték le, és vonalát 2007-ben meghosszabbították a 3-as terminálig. A szolgáltatás ingyenes, a szerelvények reggel 5:30-tól éjjel 2:30-ig járnak. Az utasok és a látogatók a 2-es terminál és a Budget Terminal között ingyenes buszjáratokat vehetnek igénybe. A Skytrain éjszakai üzemszünete alatt szintén ingyenes buszok közlekednek 20 percenként a négy terminál között

### Városi csatlakozások

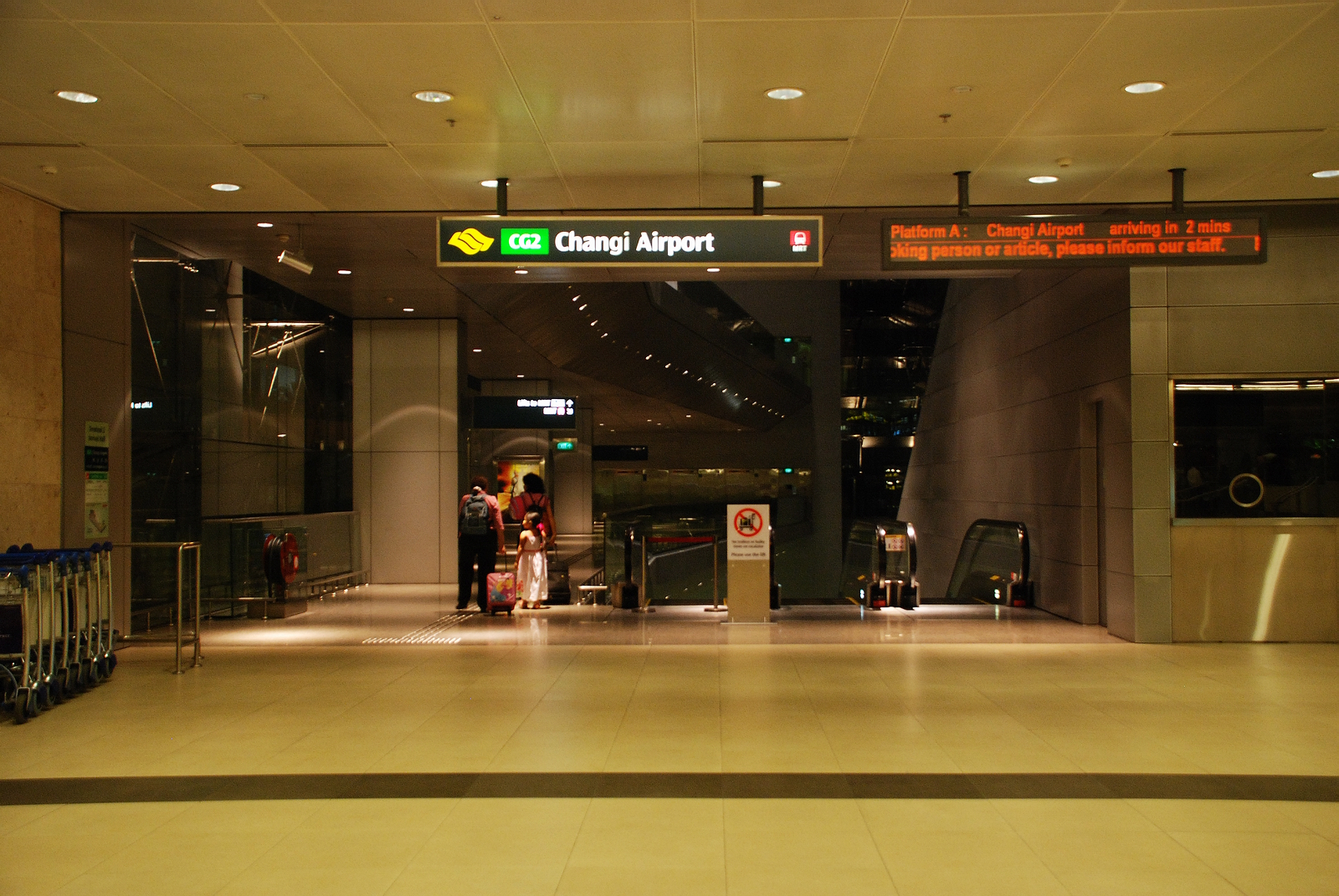
A Changi repülőtér MRT állomásának bejárata

A repülőtérnek közvetlen kapcsolata van a szingapúri MRT (Mass Rapid Transit) városi vasútrendszerrel, a föld alatti vasútállomás a 2-es és a 3-as terminál alatt helyezkedik el, és mindkét terminálról elérhető. Az (akkor még csak a 2-es terminálról elérhető) állomás 2008. február 8-án történt megnyitásakor közvetlen kapcsolat létesült a belvárossal és Szingapúr nyugati részével. Ennek helyébe lépett 2003. július 22-én a Changi repülőteret és a Tanah Merah MRT állomást összekötő jelenlegi ingajárat, mivel kiderült, hogy csak kevés utas vette igénybe a korábbi rendszert, összehasonlítva a Tampines és Pasir Ris városokba ingázók számával.
Ezért a hálózat további részén történő utazáshoz a Tanah Merah állomáson át kell szállni.
Szingapúr belvárosába nagyjából S$1,90-ért lehet eljutni, az út (átszállást és várakozást nem számítva) 27 percig tart. A járatok napközben 05:31 (vasár- és ünnepnap 05:59) és 23:18 között közlekednek.
A Changi repülőtéri MRT állomás megépítéséig a költségérzékeny utazók és a repülőtéri személyzet fő közlekedési eszköze a busz volt. Az SBS Transit és az SMRT Buses által üzemeltetett járatok a három fő terminálépület legalsó szintjén található buszvégállomásokról indulnak, érintik az Airport Boulevard-on található buszmegállót, ahonnan fedett sétányokon lehet a Budget Terminalhoz eljutni, innen a buszok egy hurkot írnak le a 3-as termináltól az 1-es, majd a 2-es érintésével a Budget Terminalig és vissza a végállomásra.
| Járat                      | Sélállomás                            | Megj.                      |                            |
| SBS Transit Trunk Services | SBS Transit Trunk Services            | SBS Transit Trunk Services | SBS Transit Trunk Services |
| -------------------------- | ------------------------------------- | -------------------------- | -------------------------- |
| 24                         | Ang Mo Kio busz átszálló-hely]        |                            |                            |
| 27                         | Hougang Central busz átszálló-hely    |                            |                            |
| 34                         | Punggol busz átszálló-hely            |                            |                            |
| 36                         | Tomlinson Road (hurok)                |                            |                            |
| 53                         | Bishan busz átszálló-hely             |                            |                            |
| SMRT Buses járatok         |                                       |                            |                            |
| 858                        | Woodlands Regional busz átszálló-hely |                            |                            |

Taxik a három fő terminál és a Budget Terminal érkezési oldalán találhatók. Fizetendő a taxióra által mutatott díj plusz 5 dollár (péntektől vasárnapig, 17:00 – 24:00 között) vagy 3 dollár (más időszakokban) felár a repülőtérről induló taxik esetében. A fő terminálok érkezési csarnokában limuzin-taxi is rendelhető, Mercedes 45 dollárért, Maxi Cab 50 dollárért (felár nélkül). A hétüléses Maxi Cab (minibusz) szolgálat bárhová igénybe vehető Szingapúr üzleti negyedében vagy Szingapúr szállodáihoz, kivéve a Changi Village-be és a Sentosa-szigetre. A szolgáltatás az érkezési csarnokban található pultoknál rendelhető meg. A készpénzben fizetendő viteldíj 9 szingapúri dollár felnőtteknek és 6 dollár gyerekeknek. A járatok reggel 6-tól este 6-ig 30 percenként, este 6:15-től éjfélig 15 percenként, és 12:30-tól hajnali 2 óráig 30 percenként indulnak.
Kocsibérlési lehetőség a 2-es terminálon áll rendelkezésre.